# 日産・セドリック営業車
日産・セドリック営業車（セドリックえいぎょうしゃ）は、日産自動車が製造・発売していた高級セダン「セドリック」の商用（タクシーおよび教習車専用）モデルである。
1966年8月に日産自動車とプリンス自動車工業が合併し、1971年2月に登場した230型以降は日産由来の230型セドリックとプリンス由来の230型グロリアがバッジエンジニアリングによる兄弟車となったため、本項では230型以降の日産・グロリア営業車についても取り扱う。なお、セドリックとグロリアで世代が1世代ずれることから、本項の世代はセドリック営業車を基準とする。
日産がルノーグループの傘下に入った1999年8月、グロリア営業車はセドリック営業車に統合される形で廃止された。最終型となるY31型は、日産車体が製造していた。

## 概要
日産・セドリックは、初代の30型後期からタクシー仕様が設定された。
1966年8月に日産とプリンスの合併に伴い、1971年2月に登場した230型からは、4ドアモデルが窓枠のついた4ドアセダンと、サッシュレスでBピラーをなくした4ドアピラーレスハードトップ（以下「4ドアHT」）の2タイプに分かれ、タクシーを含む法人ユーザーは4ドアセダン、個人ユーザーは4ドア/2ドアHTというマーケティングがなされた。ライバルのトヨタ・クラウンも日産に追随するかたちで、クラウンセダンは法人向け、4ドアHTは個人ユーザー向けというマーケティングを行った。
その後、セドリック/グロリアのハードトップは2004年のY34型生産終了をもって消滅したのに対し、セダンは1987年6月に登場したY31型が、マイナーチェンジを重ねながら2014年まで27年間継続生産されていた。
クラウンは1999年に登場した170系クラウンから個人ユーザー向けのグレードも全て窓枠付きとなったが、日産はセドリック/グロリアの最終型となるY34型まで、個人ユーザー向けはサッシュレスのハードトップであった（ただし、Y32型からはBピラーのあるピラードハードトップに移行している）。そのため、日産ではトヨタと異なり、230型以降は窓枠付きのセドリック/グロリアを営業車/法人向けと位置づけていたことがわかる。
（この時期、日産は窓枠の有無で個人向けと法人向けを分ける戦略だったのに対し、トヨタではセドリック営業車の競合車種であるXS10系と、個人向けのS170系の2種類を作り分けるという戦略をとっていた。詳細はトヨタ・クラウンセダンを参照。）
営業車の内装は、高級車であるセドリック/グロリアの1つのグレードとしては最低限（特にスーパーカスタムタクシータイプ以下のグレード）であるものの、運転席シートは長時間の乗務を想定して上級のものを設置していた。
ダッシュボードもタクシーメーターや無線機、タコグラフなどの搭載を考慮して、これらの収納スペースを多くとっていた。
1990年代前半までは、Y30型およびY31型の自家用モデルのガソリンエンジン車 (VG30E、VG20E搭載車) を整備工場でLPG自動車に改造するケースも、東京都内のハイヤーや個人タクシーで見られた。

## 歴史

### 初代 セドリック H31型系（1962年 - 1965年）

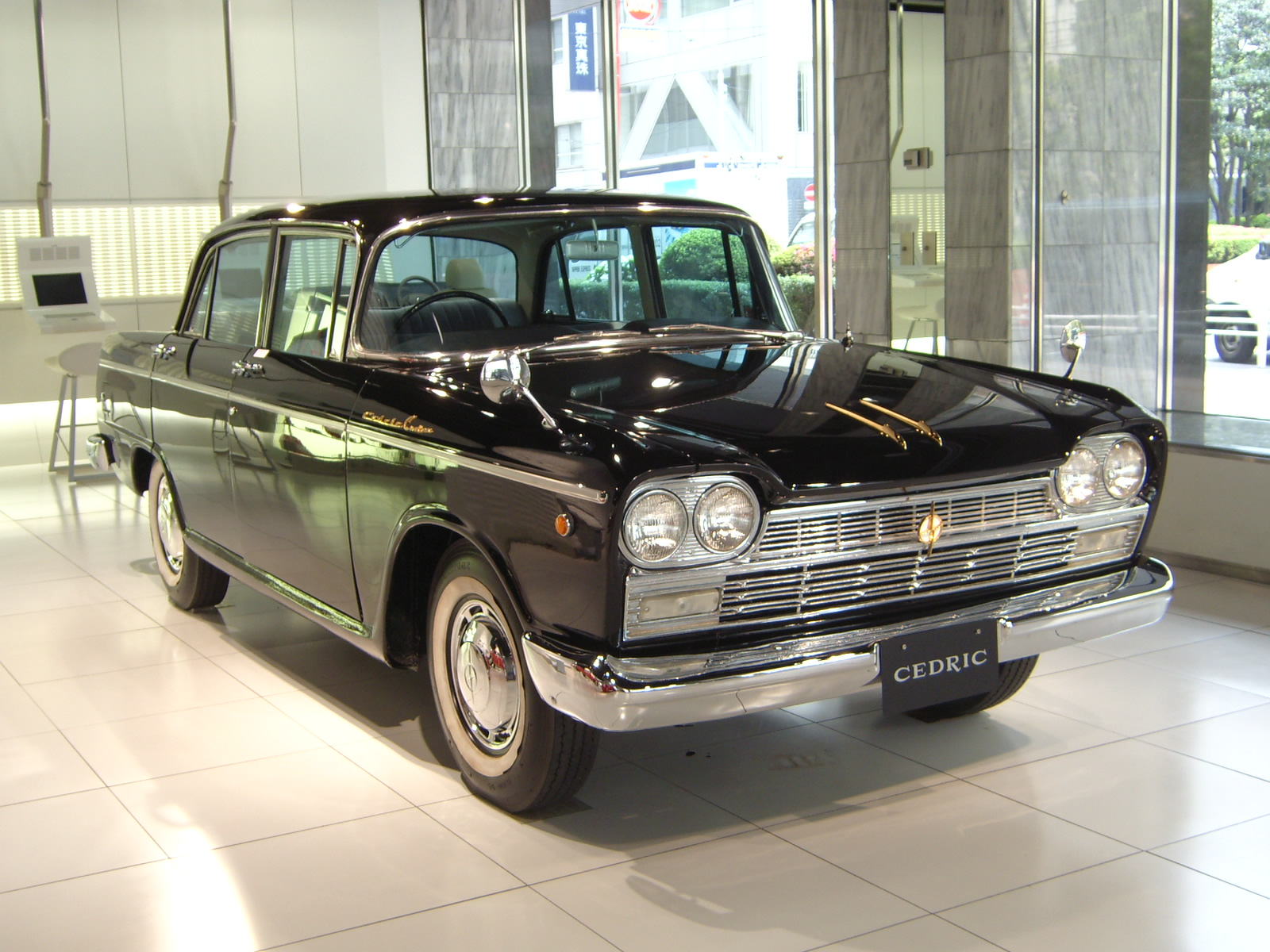
H31型 日産セドリック後期。写真は一般向け上級グレードのカスタムだが、外観は営業車とほぼ同一。

- 1962年10月4日 - マイナーチェンジに伴い、セドリック営業車を新規設定。外観は、一般的な横2灯の4灯丸形ヘッドライトに変更された[注釈 2]。
  - グレード設定はスタンダードのみ。モノグレードのため、カタログにはグレード名が記載されていない。エンジンはG型エンジン（排気量1500cc）とH型エンジン（排気量1900cc）の2種類が設定された[1]。
  - センターピラー、ドアヒンジ、クラッチ、ショックアブソーバー、シート材質が標準車から強化され、大容量バッテリーと低速走行時の充電効果を高めるための「ボルテージレギュレーター」が搭載された[1]。
- 1963年3月5日 - セドリック営業用車に、LPガス燃料を使用するための改造キットが新規設定された[2]。この時点では、燃料はガソリンとの切替式（バイフューエル）であった。
- 1964年2月18日 - セドリック営業車にLPG仕様車を新規設定[2]。こちらはトランクに容量40kgのLPGボンベを据え付けてあり、燃料は現在のタクシー同様、LPGのみで走行可能である。日本のLPガススタンドは大阪に1962年、東京に1963年に出現している[2]。
- 1964年12月 - セドリック営業車にディーゼルエンジンを設定[2]。SD20型ディーゼルエンジンを搭載し、3速/4速のマニュアルトランスミッションが選択できた。

### 2代目 セドリック 130型系（1965年 - 1971年）

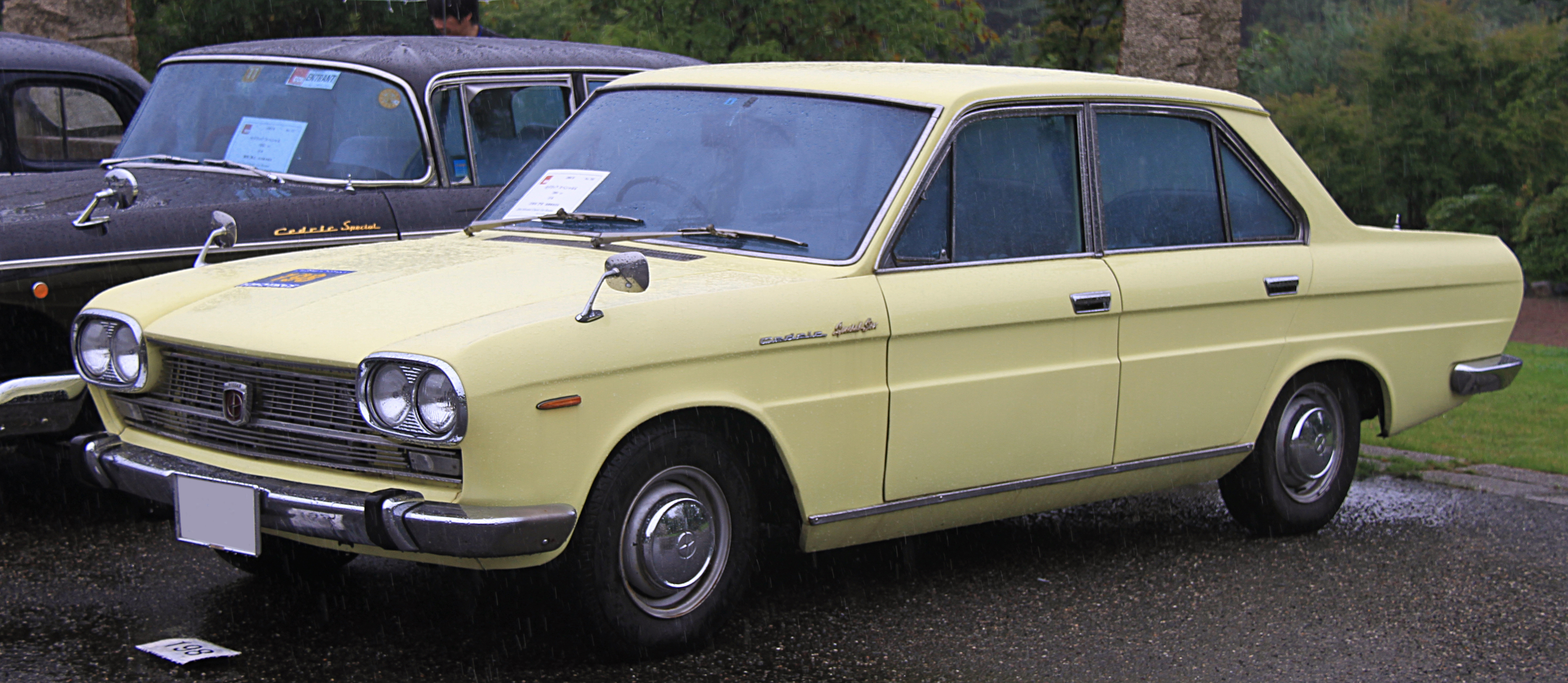
130型 日産セドリック 中期。写真は一般向け上級グレードのスペシャル6で、スタンダードグレードの営業車は窓枠のメッキモール、ドアモール、バンパーのオーバーライダーが省略される。

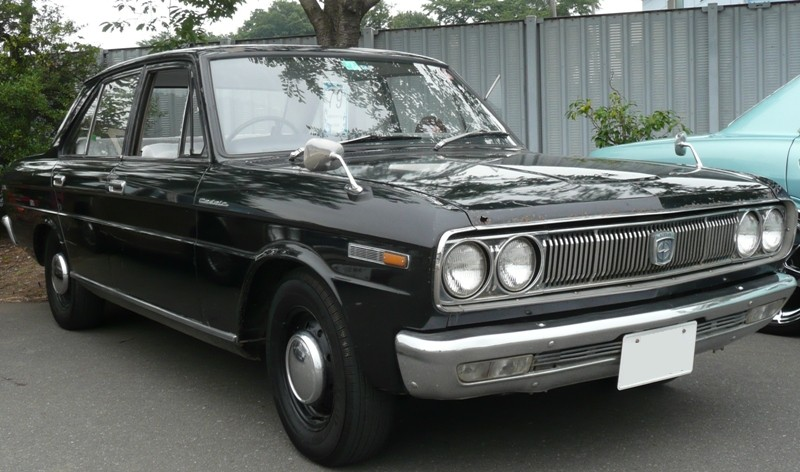
P130型 日産セドリック スタンダード 後期 写真は一般向け。

- 1965年10月21日 - フルモデルチェンジ。営業車はSD20型エンジンを搭載したディーゼル車と、H20型エンジンを搭載したLPG車の2本立てになった[3]。先代同様、モノグレードのためカタログにグレード名は記載されていないが、外観と内装はスタンダードに準じており、3速/4速のマニュアルトランスミッションが選択できた(4速はオプション仕様)[3]。この代からLPGボンベを鋼管で覆い、安全性を高めている[3]。

- 1966年10月18日 - 一部改良。フロントグリル、テールランプなどを変更。
- 1967年10月23日 - 一部改良。フロントグリル、テールランプなどを変更。
- 1968年9月5日 - ビッグマイナーチェンジ。後期型で「P130」となる。
- 1969年10月20日 - 一部改良。

### 3代目 セドリック/4代目 グロリア 230型系（1971年 - 1975年）

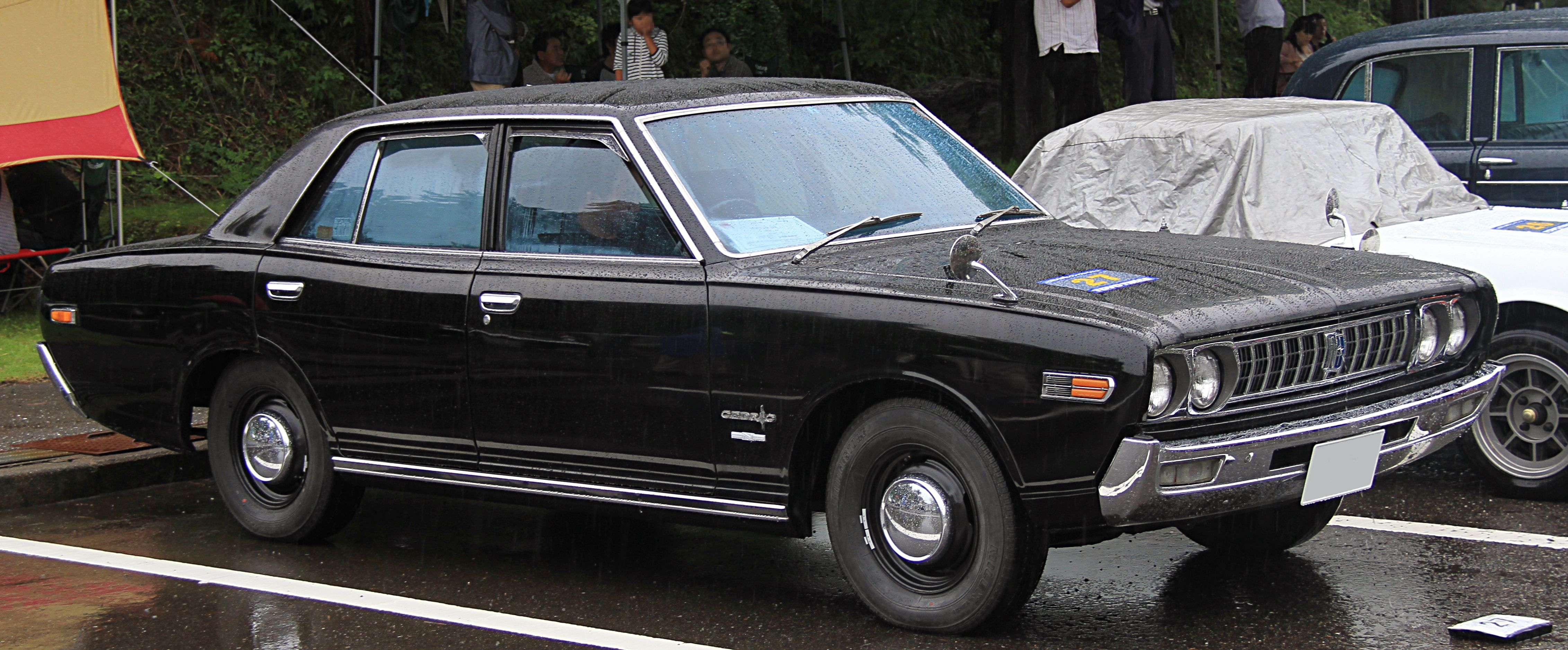
230型 日産セドリック スタンダード 前期（一般向け）。営業車の前期はスタンダードとカスタムデラックスの2本立てで、デラックスは後期に設定された。

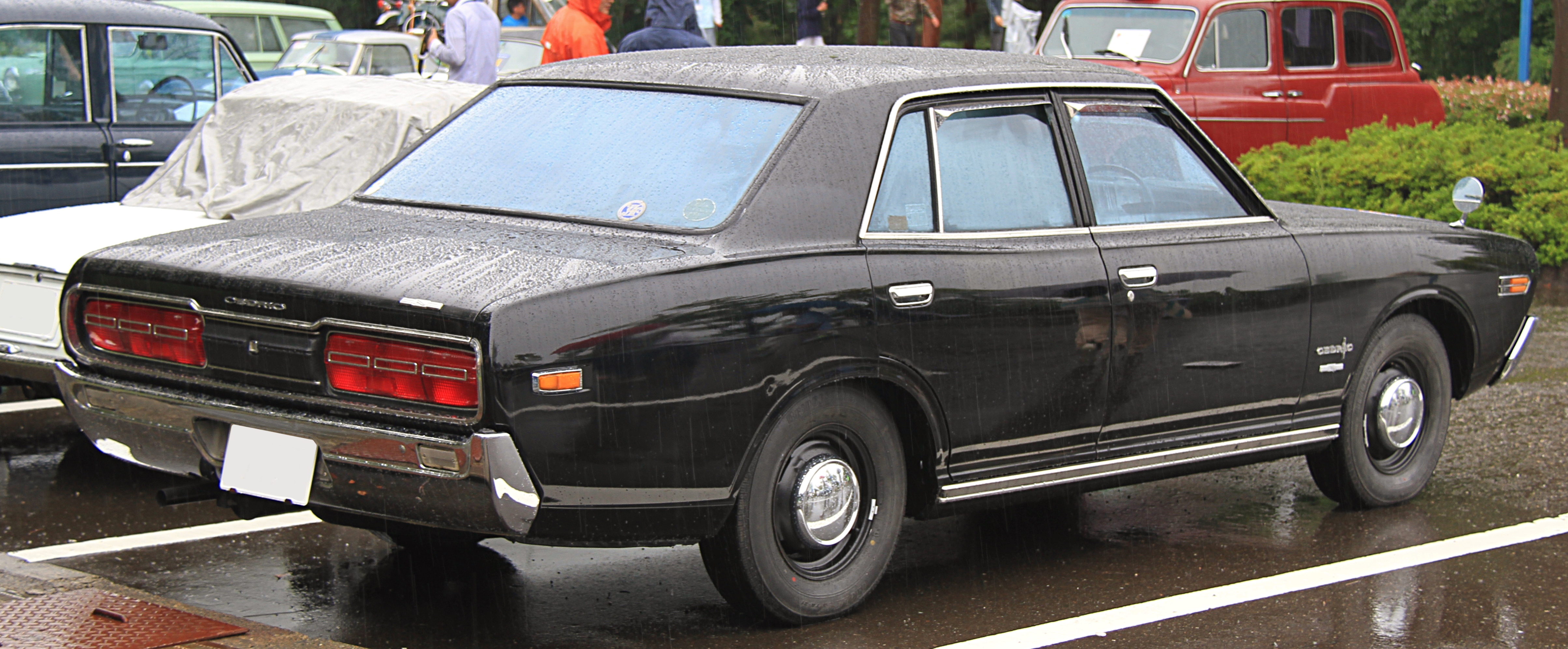
230型 日産セドリック スタンダード 前期（一般向け、リヤから）

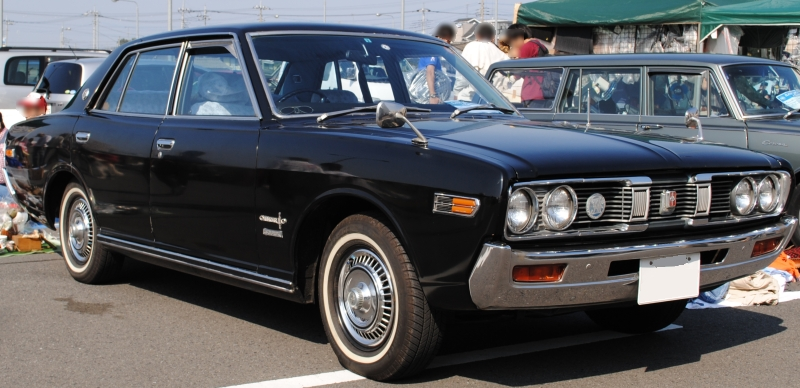
230型 日産セドリック カスタムデラックス 後期（一般向け）

- 1971年2月23日 - フルモデルチェンジ。プリンス由来のグロリアも同時にモデルチェンジし、セドリックの姉妹車となる。このモデルから、フロントドアの三角窓が廃止される。
- 1971年8月12日 - 営業車に上級グレードのカスタムデラックスを追加。スタンダードとカスタムデラックスの2グレード構成となる[4]。カスタムデラックスの想定顧客はハイヤーと個人タクシーであった[4]。エンジンはLPG仕様とディーゼル仕様の二本立てが継続された。ただし、LPG仕様のみ、エンジンが6気筒のL20型に変更されている。また、カスタムデラックスは静粛性の高いLPG車のみの設定とされた[4]。
- 1972年7月20日 - マイナーチェンジでフロントグリル、リアコンビランプの形状を変更。スタンダードとカスタムデラックスに加えて、中間グレードのデラックスが追加された[5]。マイナーチェンジに伴いL20型エンジンを搭載したガソリン仕様も追加され、デラックスとカスタムデラックスはLPGとガソリンの2つ、スタンダードはLPG・ガソリン・ディーゼルの3つの燃料タイプに対応したエンジンを選べるようになった。このとき、スタンダードのLPG車に限り6気筒のL20型エンジンから、4気筒のH20型エンジンに戻された。
- 1973年4月5日 - 昭和48年排出ガス規制適合。リアターンシグナルランプはハードトップと同様にレンズの色が変更され、独立して点滅するようになった。

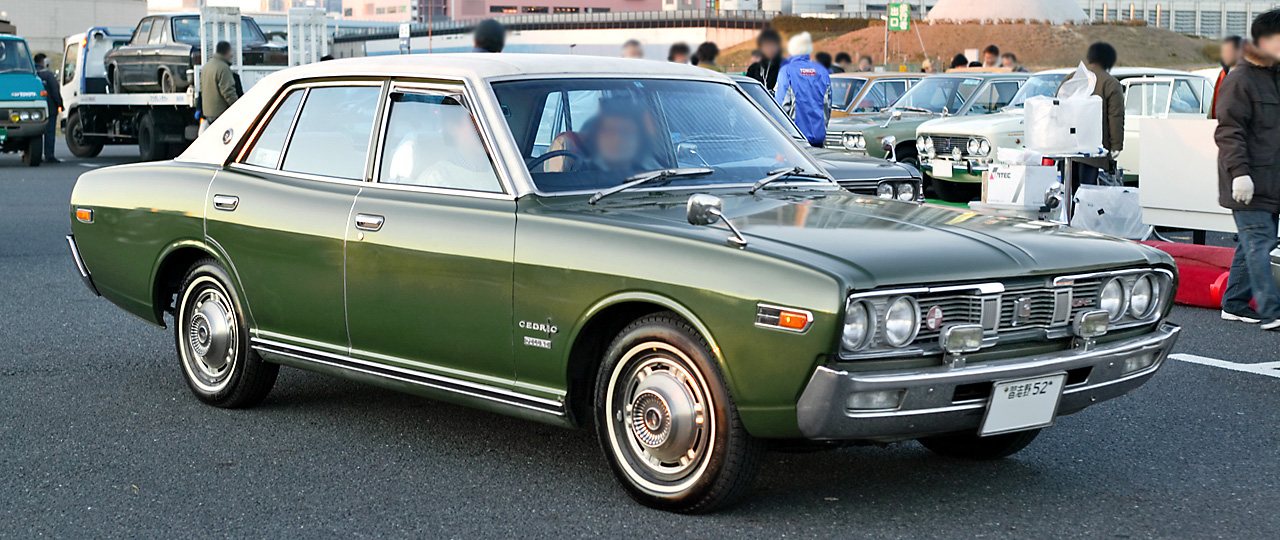
230型 日産セドリック 2000デラックス 後期
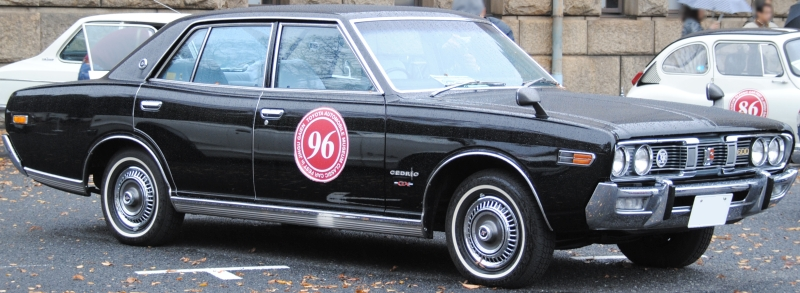
230型 日産セドリック 2600GX 後期
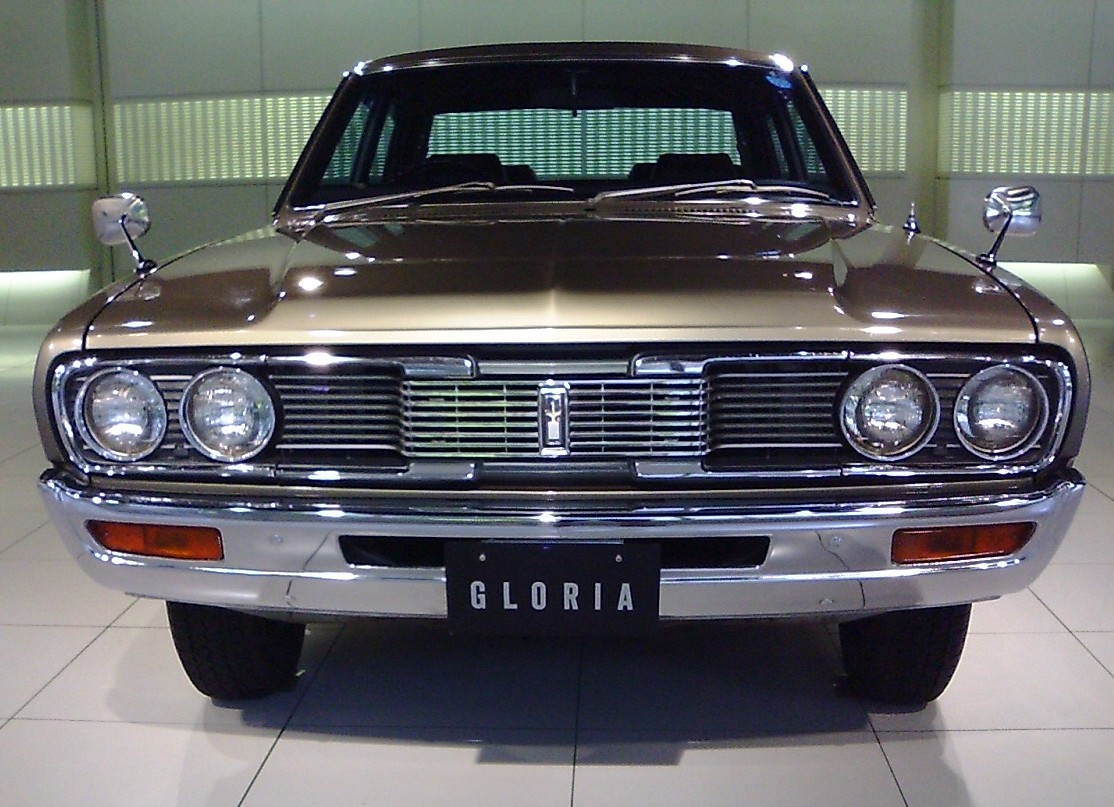
230型 日産グロリア 2000カスタムデラックス 後期

### 4代目/5代目 330型系（1975年 - 1979年）

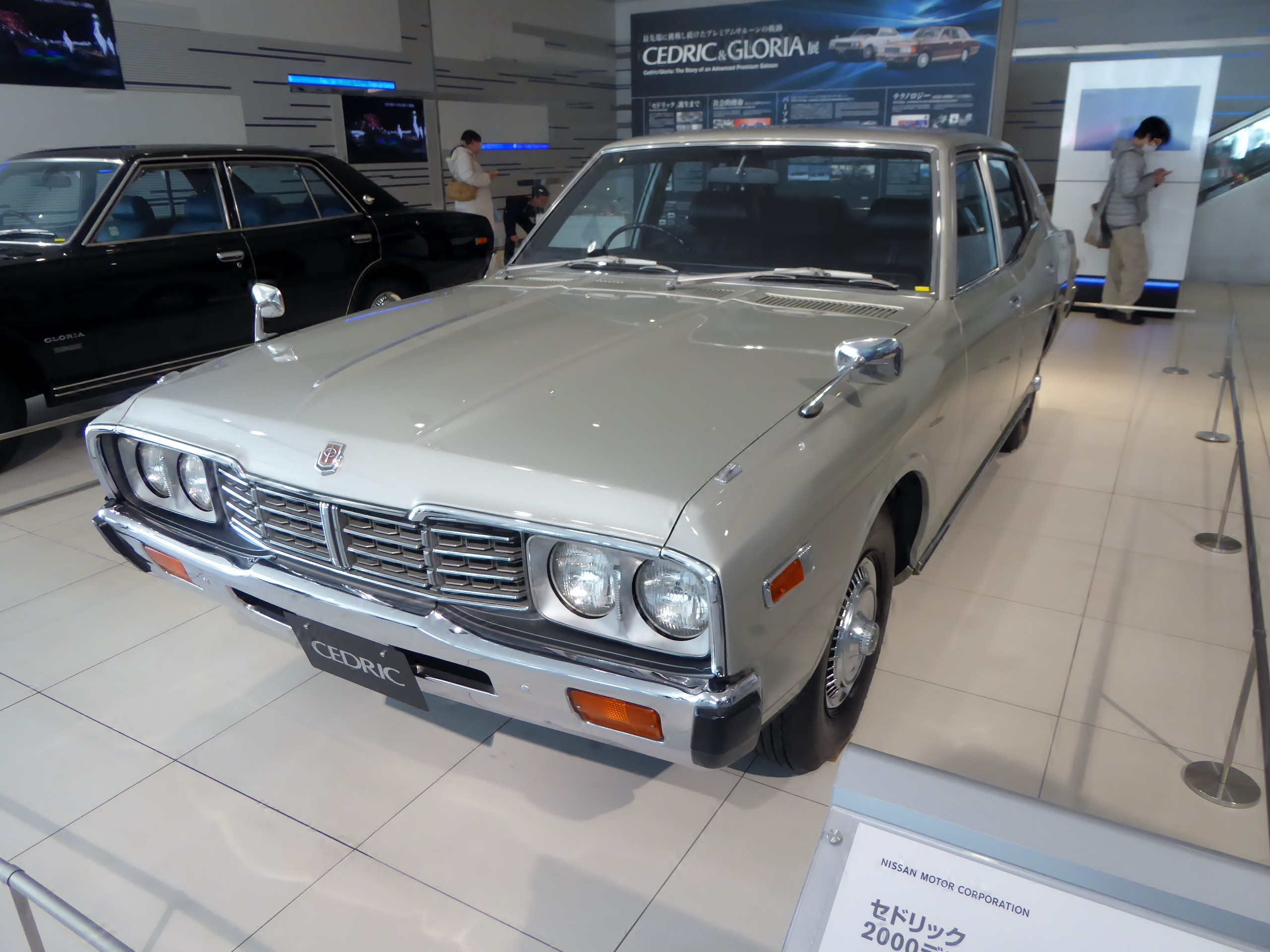
330型 日産セドリック デラックス 後期

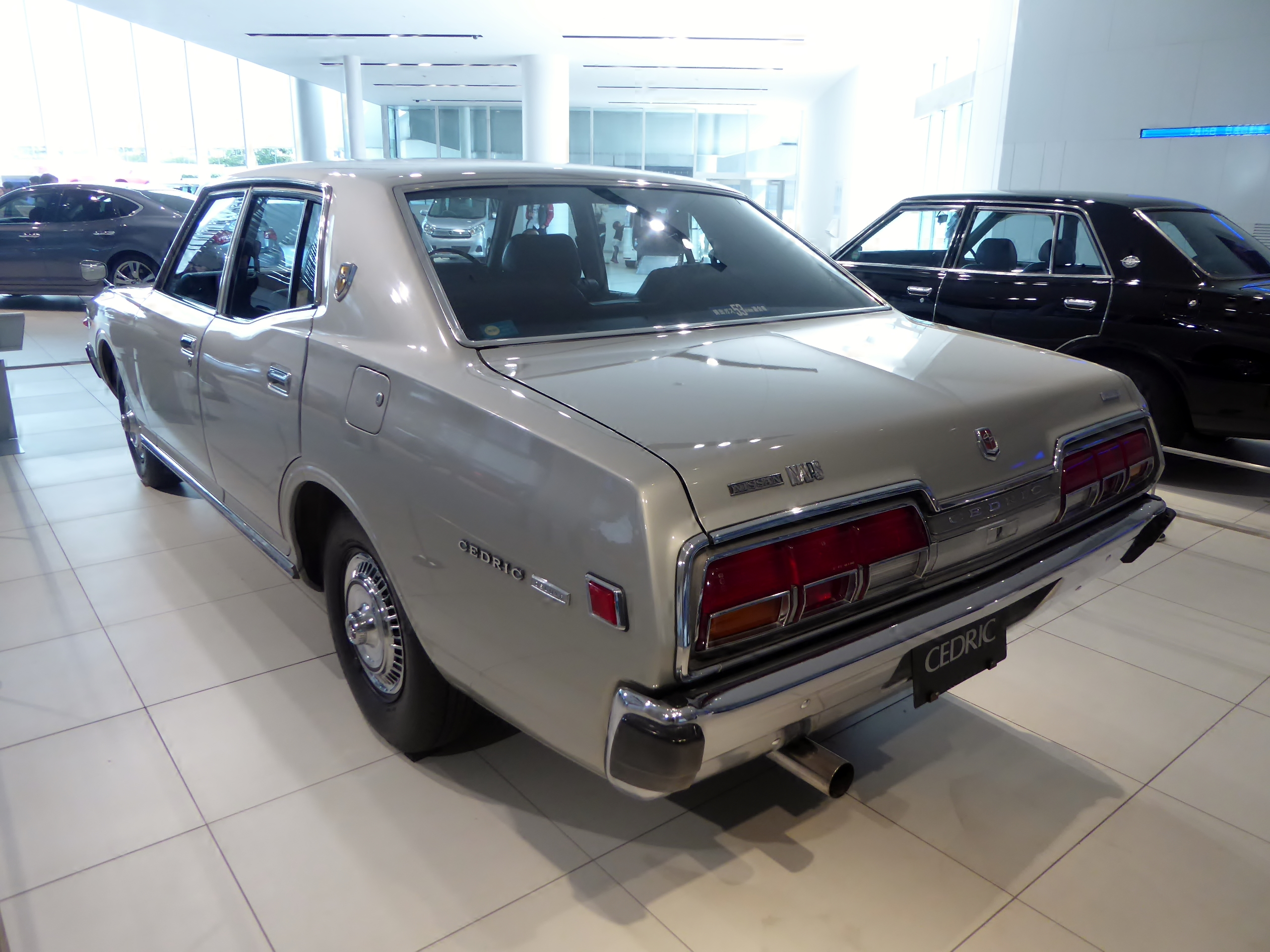
330型 日産セドリック デラックス 後期（リヤから）

- 1975年6月27日 - フルモデルチェンジ。グレードはスタンダード、デラックス、カスタムデラックスの3種類が継続。[6]
- セドリック営業車のエンジンの構成は以下の通り[6]。グロリア営業車には、マイナーチェンジ前にディーゼル車の設定はなかった[6]。
  - スタンダード：ガソリン車：L20型、LPG車：H20型、ディーゼル車：SD20型
  - デラックス：ガソリン車：L20型
  - カスタムデラックス：ガソリン車：L20型、LPG車：H20型
- 1975年10月16日 - セドリック営業車のみデラックスにSD20型を搭載したディーゼル車が追加された[6]。
- 1976年6月17日 - ガソリン車は昭和51年度排出ガス規制適合で「331型」になる。
- 1977年6月13日 - マイナーチェンジ。標準車の2800cc車のみに装備されていたコーナーラバーが大型化されて、全グレードに装着される[7]。セドリック営業車のディーゼルエンジンがSD22型に変更される。また、グロリア営業車にSD22型を搭載したディーゼル車が新規設定される。
- 1978年11月2日 - 昭和53年度排出ガス規制適合で「332型」となる。

### 5代目/6代目 430型系（1979年 - 1983年）

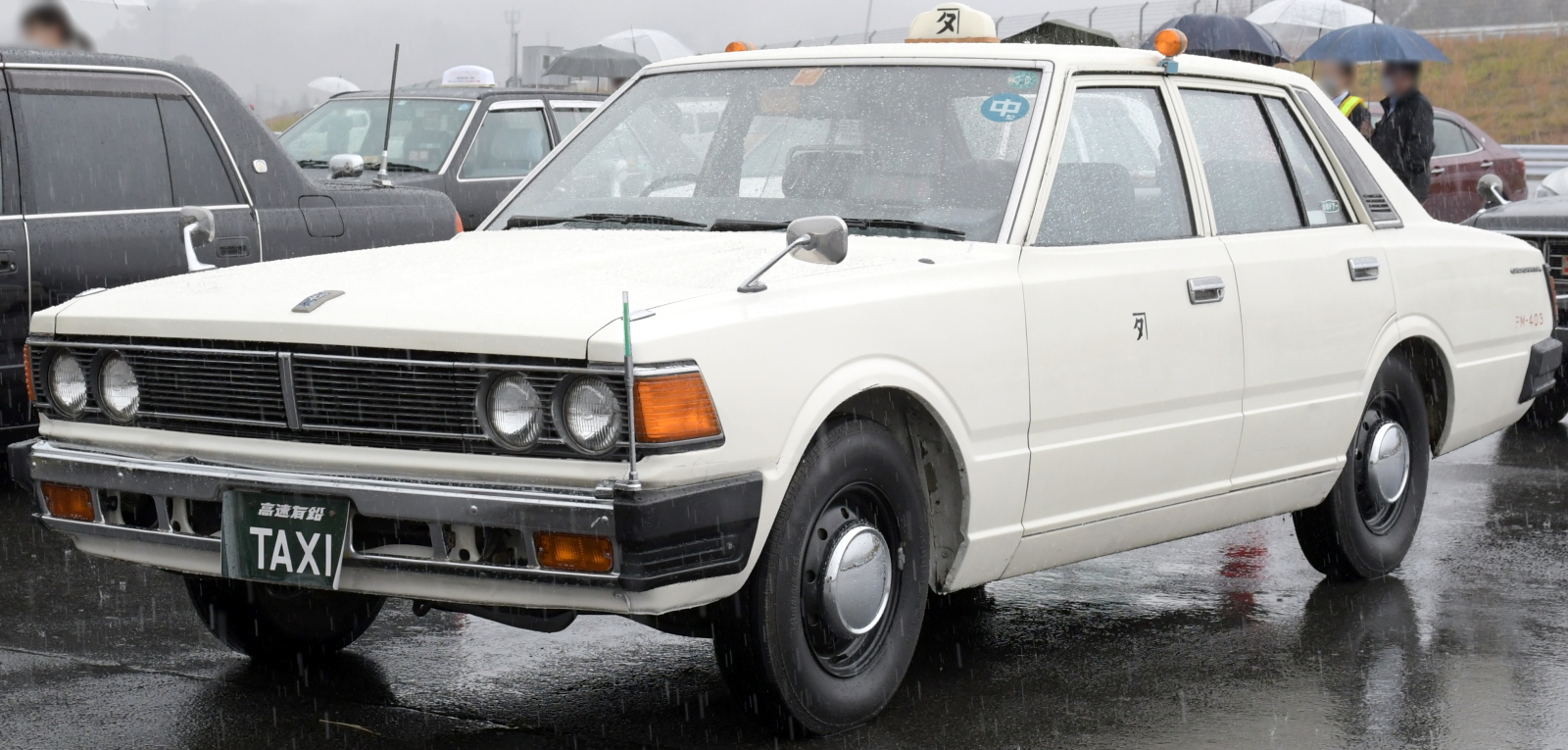
430型 日産グロリア営業車 スタンダード

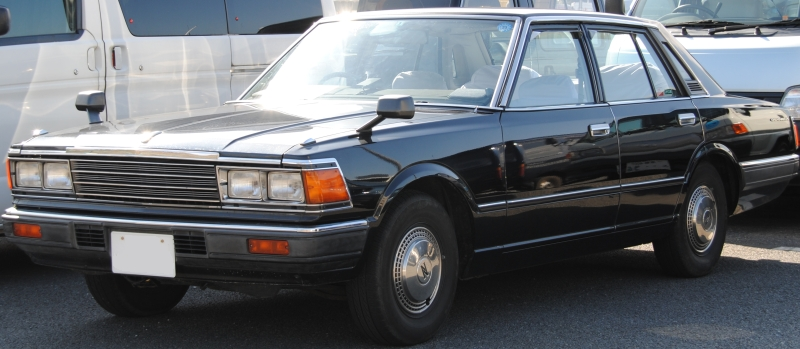
430型 日産グロリア GL 後期型（一般向け。外見は営業車のデラックス、カスタムデラックスとほぼ同一。）

- 1979年6月8日 - フルモデルチェンジ。スタイリングは330型から一転して、シックスライトウインドウの直線基調のボクシーなデザインになった。ただし、営業車のうちスタンダードはコストダウンのため、オペラウィンドウが装備されず、フタでふさがれている（本項の写真を参照）。また、スタンダードのみ丸4灯となっている（デラックス以上のグレードは角4灯）。エンジンは4気筒車はそれまでのH20型に代わって登場したZ20型LPG仕様と6気筒LPGのL20型の2種類。
  - グレードはSTD/DX/カスタムDXの3種類。自家用セダンとの違いにフロントルームランプ（日報灯）が標準。ダッシュボードは、大型料金メーターとタコグラフの装着に対応したタクシーインスト（全車設定。DX/カスタムDXはアナログ時計が標準装備）と、自家用セダンと同様のデジタル時計を装備したハイヤーインスト（6気筒エンジン車のみ。DX/カスタムDX）が設定されていた。6気筒車では3速AT車（ニッサンマチック）も選べた。フロントシートはベンチ/運転席がリクライニングするスプリットが標準仕様だが、5人乗りセパレートシートも選べた。
  - 日本国外では、左側通行・右ハンドル地域の香港・マカオ・マレーシア・シンガポールなどに輸出された。当時、これらの地域にはLPGスタンドがなかったため、ディーゼルエンジンが搭載された。輸出仕様の営業車は、日本国内仕様のスタンダードをベースにしつつも、後部ドアにリアオペアウインドウが組まれているのが特徴[注釈 3]。また、インパネは日本国内仕様のタクシーインパネではなく、一般車用の「民生インパネ」である。
- 1981年4月16日 - スタンダード以外のモデルはマイナーチェンジでフロントグリル・テールランプ・エンジンフードのデザインを変更し、バンパーは樹脂製となった。スタンダードのみ前期型の外観を維持し、バンパーもスチール製のままであった。スタンダードに間欠ワイパーが標準装備された。

### 6代目/7代目 Y30型系（1983年 - 1987年）

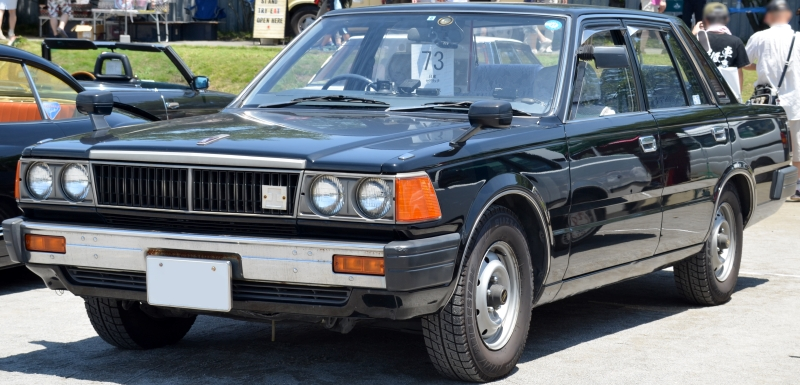
Y30型 日産セドリック営業車 スタンダード（前方より。グリルに装着されている「エ」マークは国鉄駅構内への入構許可を示すプレートで、鉄道のレール断面をモチーフにしたもの。）

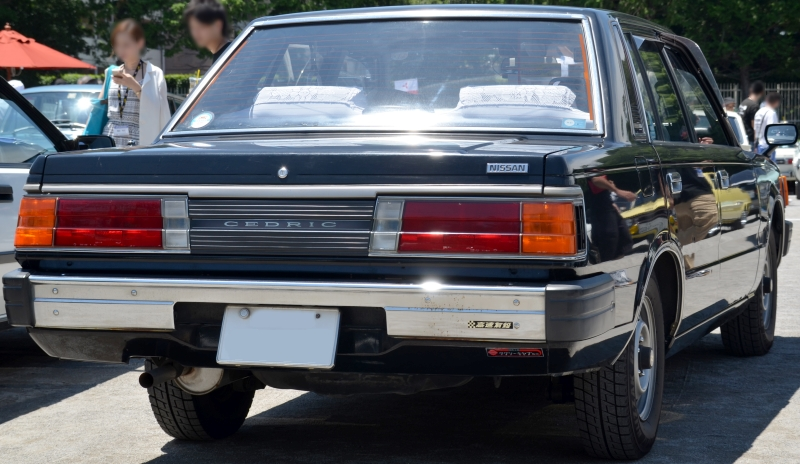
Y30型 日産セドリック営業車 スタンダード（後方より）

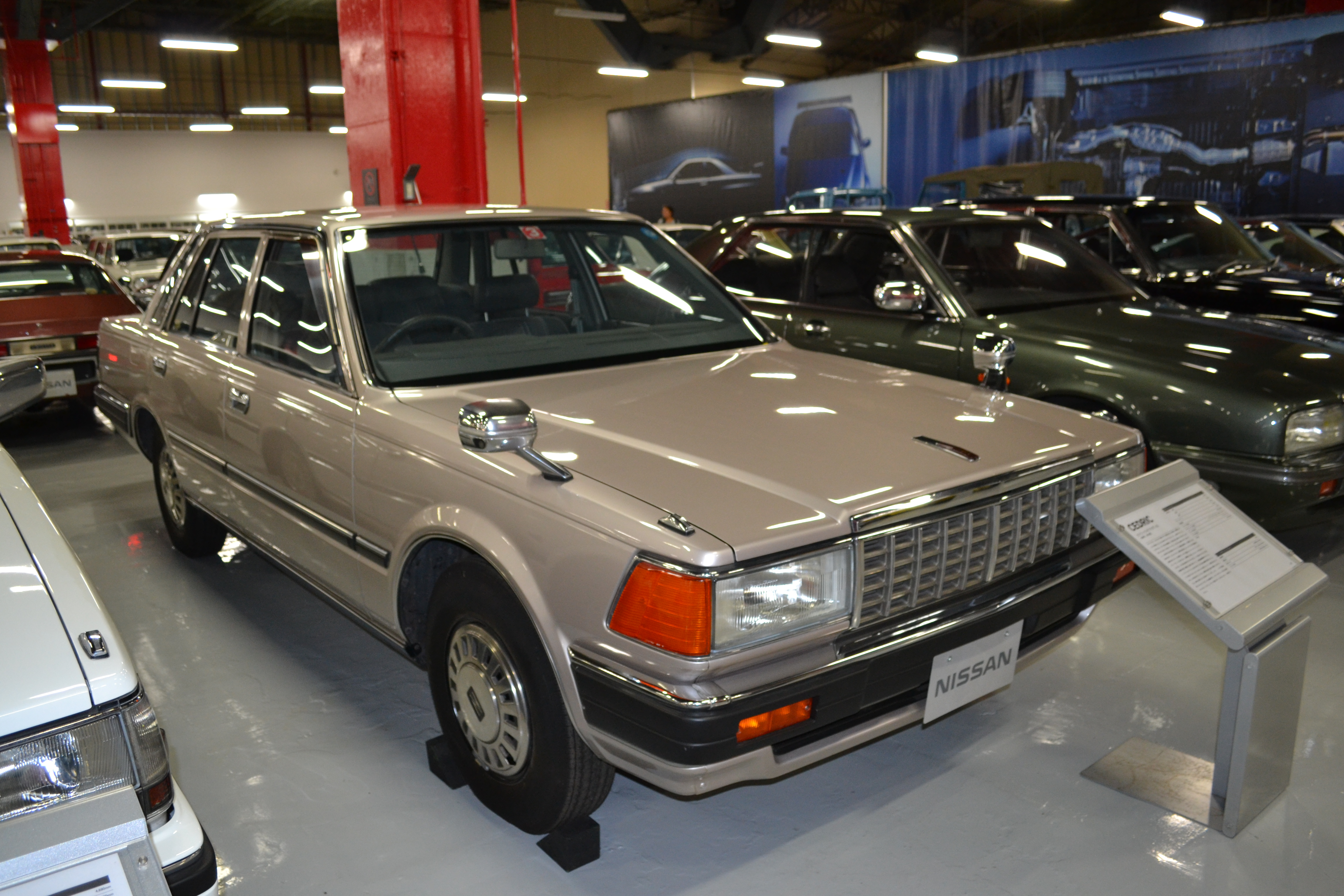
Y30型 日産セドリックGL 前期（外見は営業車のデラックス、カスタムデラックスとほぼ同一。）

- 1983年6月22日 - フルモデルチェンジ。グレードはスタンダード/デラックス/カスタムデラックス/GLの4種類。
  - エンジンは当初は4気筒・CA20型LPGと6気筒ディーゼルのLD28型のみ。アジア向けには4気筒ディーゼルエンジンSD23型。
  - スタイリングは430型のキープコンセプトであり、シックスライトウィンドウのデザインも引き継がれた。
  - DX以上のヘッドライトは角4灯から異型2灯式になったが、スタンダードのみ丸4灯式ヘッドライトとなった。スタンダードは先代と同様に、リアサイドのオペラウィンドウが装備されず、嵌め殺しのガーニッシュ（フタ）となっている。また、バンパーもスタンダードのみスチール製であった（DX以上のバンパーは樹脂製）。
  - ダッシュボードは従来通りタクシーインスト（STD～カスタムDXのLPG仕様に設定）とハイヤーインスト（自家用モデルと同様。カスタムDXとGLに設定）の2種類。
  - 230型以降、海外輸出仕様の車名は永らく「ダットサン220/240/260/280C」と呼ばれていたが、海外向けのダットサンブランドの廃止と日産ブランドへの移行に伴い、輸出仕様の車名も「Nissan Cedric」に改められた。グロリアは国内専用の名称にとどまる。
  - 先代の430型同様、輸出仕様のセドリック営業車はリアオペラウィンドウが組まれていた[注釈 4]。輸出仕様車はタクシーインストではなく、民生インストとされた。
  - 日本国内では1982年にドアミラーが解禁されたが、日本国内向けのセドリック/グロリア営業車はドアミラー解禁後もフェンダーミラーが主流であった（この点はトヨタなど他社も同様）。輸出仕様のセドリック営業車にはドアミラーが装備されている。
- 1984年1月9日 - カスタムDXとGLに6気筒LPG仕様追加。エンジンはL20型のLPG仕様で型式はE-MY30。
- 1985年6月18日 - マイナーチェンジでSTD以外はフェイスリフト（STDはNISSANロゴのエンブレムがトランクリッドの左から右に移動）/6気筒LPGエンジン搭載車にSGL（ハイヤーインスト）を追加。6気筒ディーゼル車がLD28からRD28に換装。輸出用ディーゼル車はSD23型からTD25型へ変更。

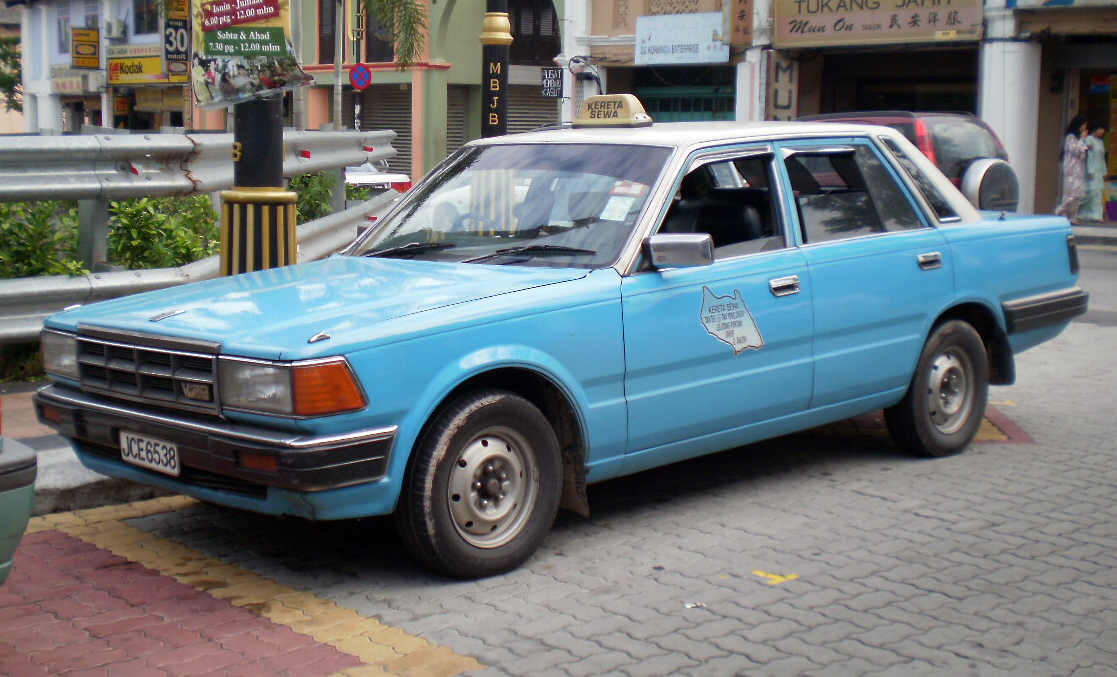
Y30型 日産セドリック営業車 マレーシア輸出仕様（前方より。オペラウィンドウとドアミラーが装備されている。フロントグリルはハードトップの流用品）
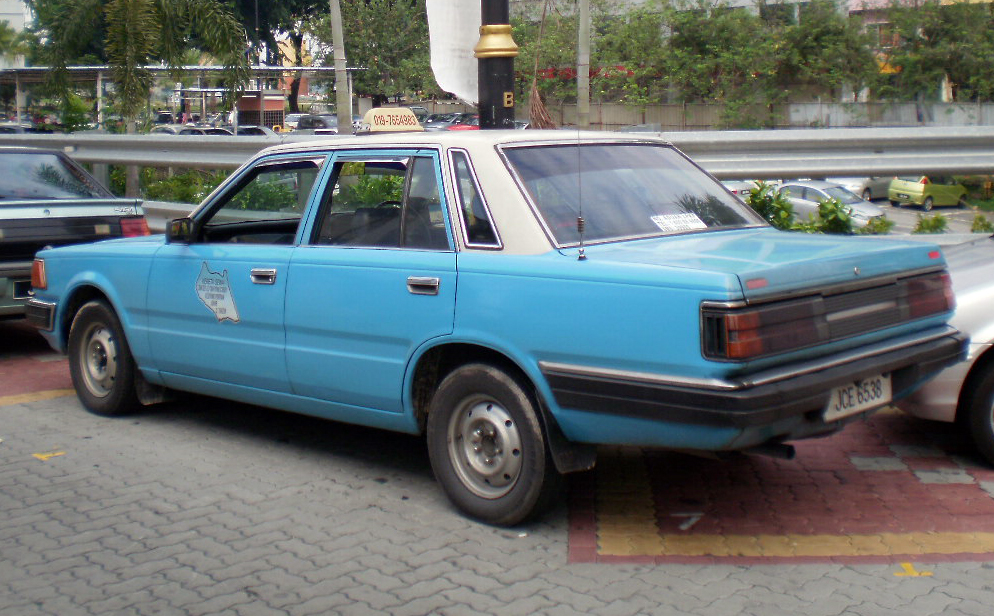
Y30型 日産セドリック営業車 マレーシア輸出仕様（後方より）

### 7代目/8代目 Y31型系（1987年 - 2014年）
- 1987年6月17日 - Y31型発売[8]。営業車仕様はリアサスペンションを荷重と耐久性を考慮した5リンク式（Y30と同じ）でエンジンは直列6気筒LPG仕様のRB20P型と4気筒LPG仕様のCA20Pと6気筒ディーゼル仕様のRD28の3種類[注釈 5]。
  - 6気筒LPGはフルレンジ電子制御4速オートマチックを採用。アジア向けにはディーゼルエンジン4気筒TD27型を搭載。ダッシュボードはこれまでのモデルと同様、タクシーインストとハイヤーインストの2種が設定された。1991年6月までは、フェンダーミラーの死角を減らして視界を向上させるため左側に鏡面の大きいミラーを備えた「アンシンメトリーミラー」[注釈 6]や、トランクに入らないようなスーツケースなどを考慮して助手席シートのクッション部分を折りたたみ式として固定用ベルトを装備した「ポーターシート」といったアイデア装備もあった。
  - 営業車にもブロアムが設定され、他グレードはY30時代から名称が変更された[注釈 7]。
  - Y31型では、全てのグレードでバンパーが樹脂製となり、クラシック以上がモール付きカラード、スーパーカスタム以下が無塗装である。
  - 430型/Y30型では、6ライトウィンドウのうち、Cピラーのオペラウィンドウ（小窓）部分がコスト削減のため装備されず、はめ殺しのガーニッシュ（フタ）が埋め込まれていたが、Y31型営業車では、日本仕様の「オリジナル」にもクォーターウィンドウが装着された[注釈 8]。
  - 海外輸出仕様では、フロントグリルがグロリア用となった。
- 1989年6月14日 - マイナーチェンジ[11]。オリジナル以外のグレードは、セダン自家用車仕様と同様にフロントグリルとテールランプのデザインが変更された。また、ブロアムには、3ナンバー仕様の大型バンパーと5ナンバー仕様の標準バンパーの2種類がガソリン車同様に設定された。
- 1991年6月19日 - 4ドアハードトップがY32型へフルモデルチェンジされたことに伴い、従来のY31型セダンはビッグマイナーチェンジが施された[12]。
  - エクステリアではCピラー部分のクォーターウィンドウが無くなり太いCピラーとなり、430型以来の伝統である6ライトウィンドウスタイルは廃止された。
  - またオリジナルを含めて全グレードのヘッドランプがフォグランプ内蔵の異型ヘッドランプになった。
  - 4気筒エンジンはCA20PからNA20Pに変更と同時にOD付き4速コラムAT車も設定。ブロアム、クラシックSV、クラシック、スーパーカスタム（ハイヤーインスト）車にタコメーターを装備した。
- 1991年10月1日 - NA20P搭載車にOD付き4速フロアATを追加[13]。
- 1993年6月3日 - マイナーチェンジ[14]。エアコンを代替フロン化、カスタム・オリジナルにも電子チューナーラジオを装着。ラインナップが整理され、スーパーカスタムのRD28搭載車とクラシックSV以上のコラムMT車、クラシックSVのコラムAT車を廃止。
- 1993年12月14日 - 個人タクシー向けに、4輪独立懸架サスペンション搭載のV6LPG車を改造扱いで設定[15]。VG20型V6エンジンのLPGはトランクリッド左側にV6エンブレムが付く。
- 1995年8月22日 - ビッグマイナーチェンジ[16]。
  - 運転席エアバッグのオプション設定、テールランプのデザイン変更、3ナンバー車のフロント部分を大幅変更（5ナンバーはグリルのみ変更）。
  - クラシックSVに3ナンバー車を追加。
- 1998年6月15日 - 一部改良[17]。ラジオアンテナを全車ガラスアンテナに変更し、オリジナルにもAM/FMラジオを標準装備。上位グレード（クラシック以上）に新設計のオーナーインストの設定がされた。RB20P型6気筒LPGエンジンのATをE-ATから4ATに変更し、スーパーカスタムは4気筒LPGのみに。NA20P型4気筒LPGエンジン車はキャブレターの電子制御化・燃焼室改善によりに性能を向上[注釈 9]、併せて4輪ABSをオプション化した。
- 1999年8月23日 - 安全性能および仕様装備の向上を図る[18]。ゾーンボディコンセプトの安全ボディ化される。4輪ABSのオプションをRB20P型6気筒LPGエンジン車にも拡大。また、直列6気筒SOHCディーゼル RD28型に替わりRD28E型を設定し、MTを4速から5速に変更。あわせてグロリアセダンが廃止され、セドリックセダンに統合された[注釈 10]。アジア向け車に搭載していたTD27型が廃止され、日本仕様と同じくCA20Pへと変更された。これは京都議定書に基づき現地でのLPGスタンド施設が完成したのを受けたことによるもの。また、福祉タクシーとして助手席回転仕様車を追加。更に、日産フリート限定で、Sパッケージ[注釈 11]が販売された。
- 2001年2月21日 - 福祉タクシーに後席回転仕様車を追加（3月12日発売）[19]。
- 2002年6月26日 - 一部改良[20]。法人タクシー向けに4気筒「クラシックSV」を設定。全グレード4本スポークステアリング標準装備、自家用モデル及びガソリンエンジン、ディーゼルエンジン、直列6気筒LPGエンジン搭載車を廃止。低排出ガス化した直列4気筒NA20P型LPGエンジン搭載のタクシー仕様のみとなる。「ブロアム」及び3ナンバー車は一時廃止。ボディカラーは、シルバー系がプラチナシルバーメタリックからダイヤモンドシルバーメタリックに、紺系はダークブルーパールからエクセレントブルーパールに、それぞれ変更された。
- 2004年1月13日 - V型6気筒SOHC VG20E型エンジンをベースとするVG20P型LPGエンジン搭載して「ブロアム」が復活[21]。ブロアムには3ナンバー車と6人乗りコラムAT車（5ナンバーのみ）も設定され、運転席エアバッグが標準装備される一方、リアサスペンションは従来の改造扱いのV6LPG車と異なり5リンク式で、ABSはオプションでも設定されなかった。フロントグリルは専用のスモーククロームメッキ仕様でセットオプションのVパック[注釈 12]が設定された。併せて、オリジナルに電動リモコンメッキフェンダーミラー、オリジナル以外に電動格納式リモコンドアミラー、スーパーカスタム以下に全席パワーウィンドウのオプション設定。
- 2005年11月30日 - 一部改良[22]。スーパーカスタム以下の内装色をブルーからグリニッシュグレーに変更およびサンクスパワーウィンドウ[注釈 13]標準装備化、ブロアム・クラシックSVの木目調パネルの明るさ変更、前部ウインカーがクリアレンズ化され、車体前方に寄せて付けられていた側面ウインカーは車体中央寄りへ移設された。コーナリングランプは廃され、ヘッドライトレベライザー、LEDハイマウントストップランプが装備された。ワイパーは全車フルコン式に変更された[注釈 14]。
- 2007年7月 - 直列4気筒SOHC NA20P型エンジン搭載車が平成17年排出ガス規制適合と平成22年燃費基準を達成。規制に適合しないV型6気筒SOHC VG20P型LPGエンジンが廃止された。これにより2002年6月のグレード構成に戻ったのと同時に1977年より続いたセドリックのブロアムグレードもここで廃止された。同時にフードマスコットとCピラー、グレードエンブレムも廃止[注釈 15]。また、日産フリート限定で、クラシックSVプレミアム[注釈 16]が販売されている。
- 2009年9月1日 - 一部改良（9月8日発売）[23]。実用燃費の向上を図るため、専用設計のアイドリングストップ＆スタートシステムを追加。また、運転席SRSエアバッグを標準装備するとともに、改正保安基準である「衝突時の歩行者頭部への衝撃緩和」に対応するため、フードやフロントフェンダーなどの形状を変更し、安全性を向上させた（この変更により全車ドアミラーのみとなる）。タクシーインストが廃止となりインパネがハイヤーAタイプインストへ統一された。これにより、全車にタコメーターが標準装備となる。また、全グレードがセパレートシートに統一され、デュアルシートの設定がなくなる。また、パーキングブレーキレバーもステアリング横のステッキ式から一般的な手で引くタイプに変更された。マニュアルトランスミッション車は廃止となり、OD付4速オートマチック・コラムシフトのみとなった。
- 2010年9月13日 - 一部改良[24]。燃費・排ガス性能、レスポンスを向上するため、エンジンの燃料供給方式を液噴式に変更（直列4気筒LPG SOHC NA20PE型）。また、オートマチックトランスミッションを電子制御化し、ロックアップ領域を追加したことで燃費を約12%向上した。仕様・装備面ではタイヤを低燃費タイヤにすると共にサイズを15インチ[注釈 17]にアップ。樹脂フルホイールカバーはセレナやラフェスタジョイ、NV350キャラバンと同一のものが装備される。UV断熱グリーンガラス（フロントドア、リアドア、バックガラス）とABSを全車に標準装備。後席のシートベルトタングとバックルは中央席と外側席で色分けされ、オーディオ下部には蓋付きのコンソールボックスを設定した。
- 2012年6月25日 - 一部仕様向上[25]。全グレードで後席中央3点式シートベルトと後席左右ISO-FIX対応チャイルドシート用アンカーを採用し、フォグランプの配光変更も行った。同時に全グレードのシート形状をクラシックSVと同一の「バケットタイプ・大型ヘッドレスト」に統一した。
- 2014年10月末 - 受注分の生産を全て終了[26]。
- 2014年12月1日 - 受注分の販売を全て終了。これと同時にホームページへの掲載を終了[27]。これにより、セドリックのブランドは54年の歴史に幕を下ろし、日産の国内ラインナップからタクシー用セダンが消滅した。後継のタクシー用車両として、ミニバンタイプのNV200タクシーが2015年6月8日に発売された。

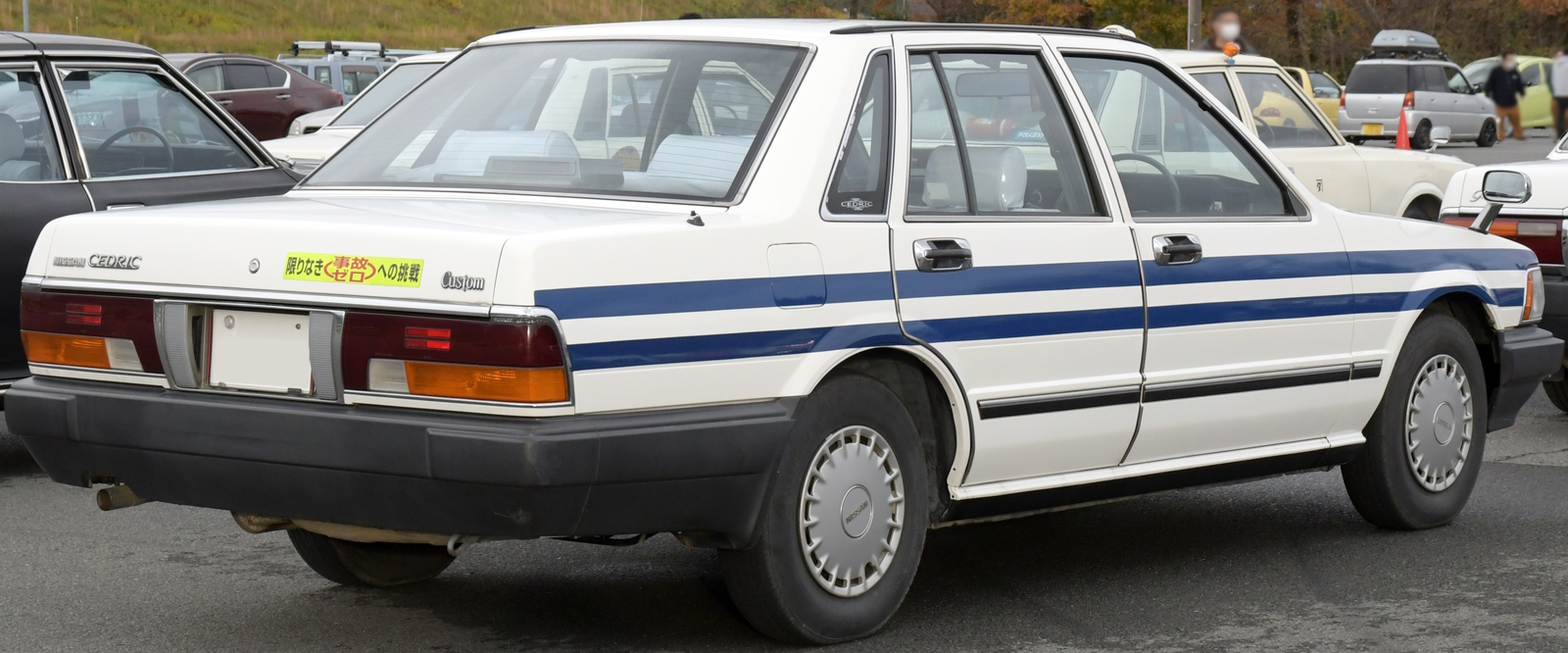
カスタム リア（1989年型）
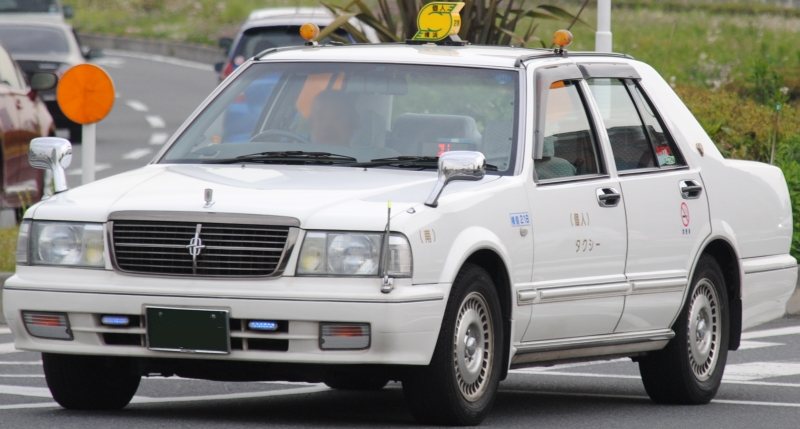
ブロアム 3ナンバー車（2005年型）
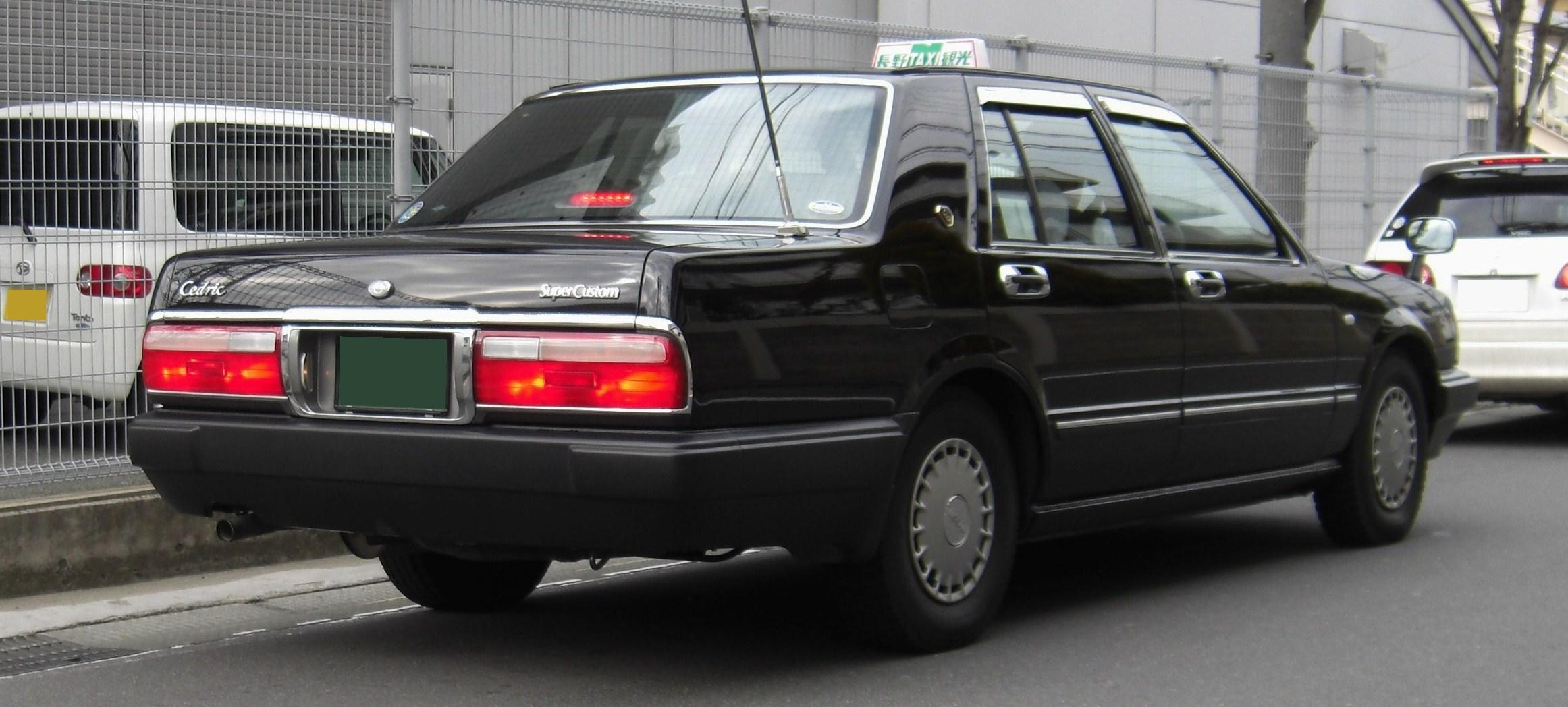
スーパーカスタム リア（2005年型）
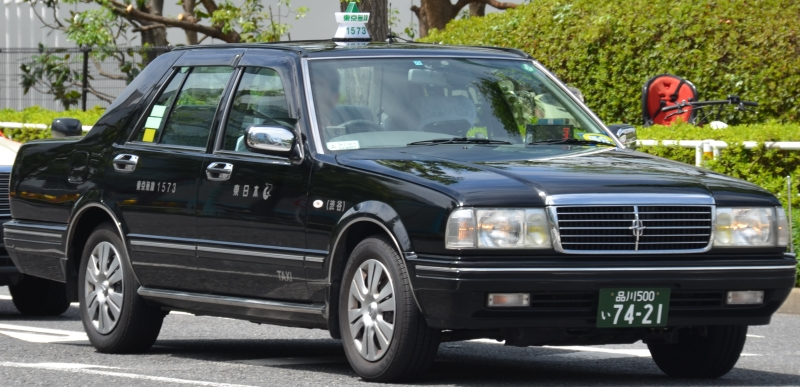
クラシックSV（2010年型）
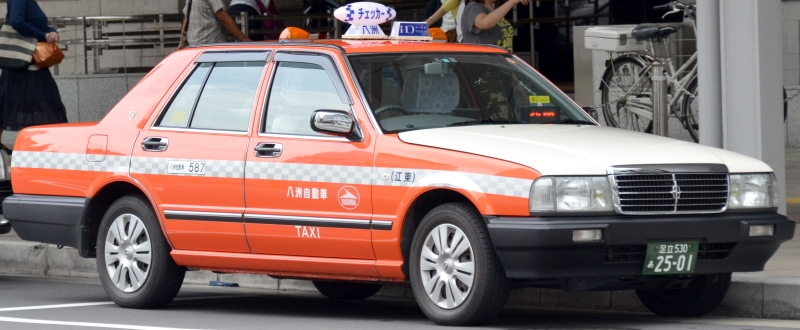
スーパーカスタム（2012年型）
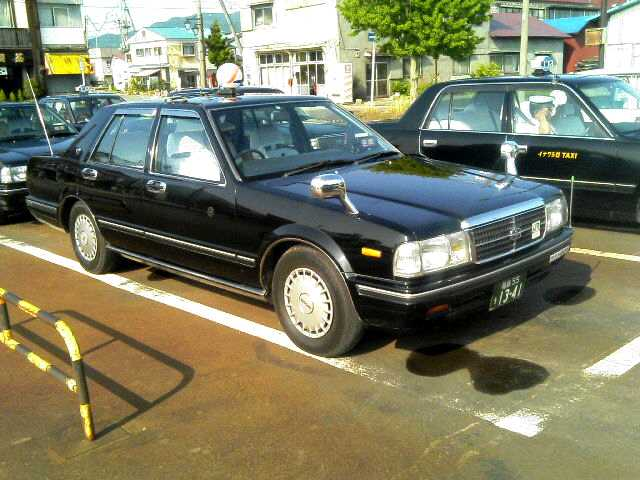
グロリア営業車（1995年型）
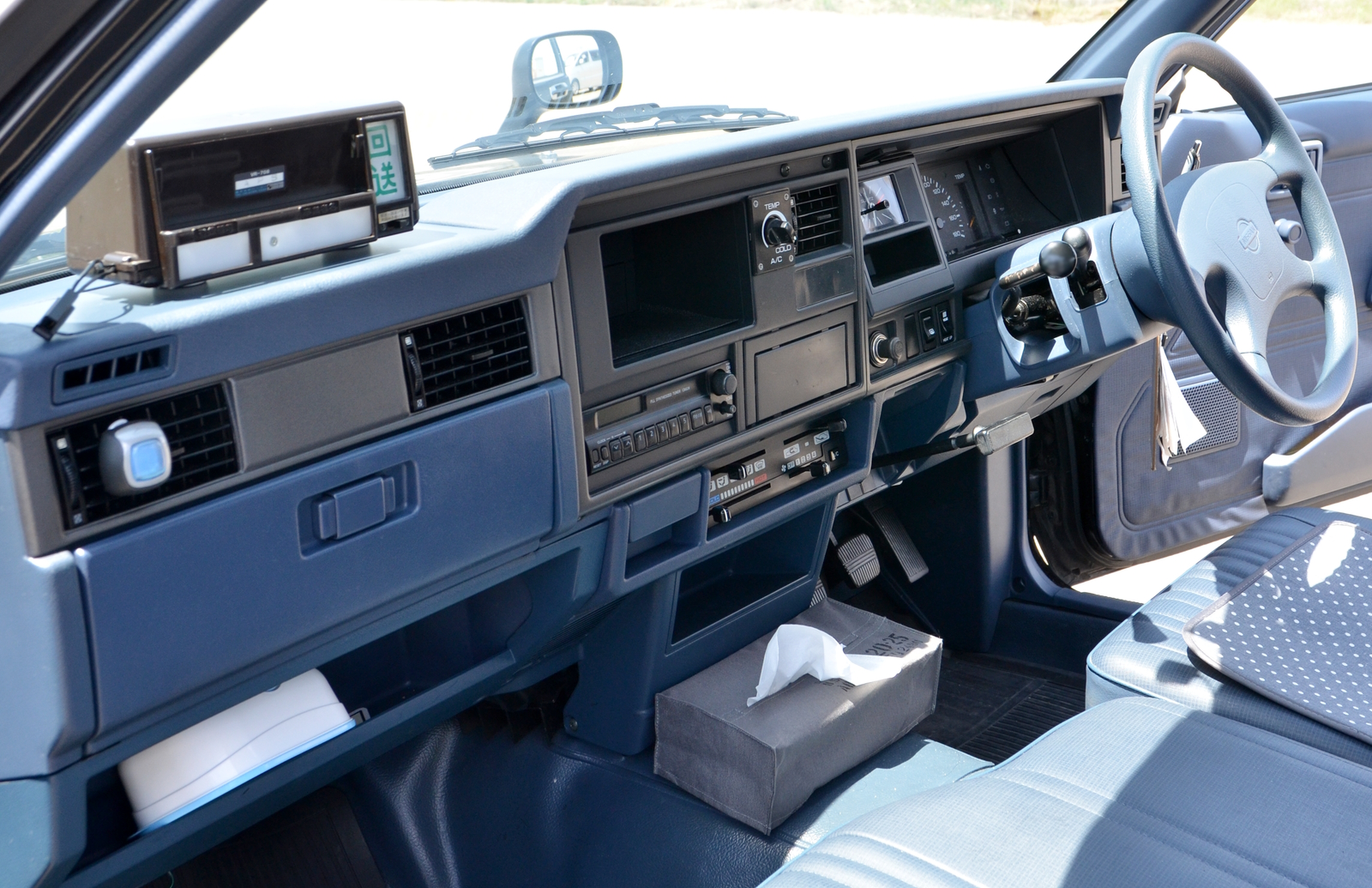
車内（タクシーインスト）
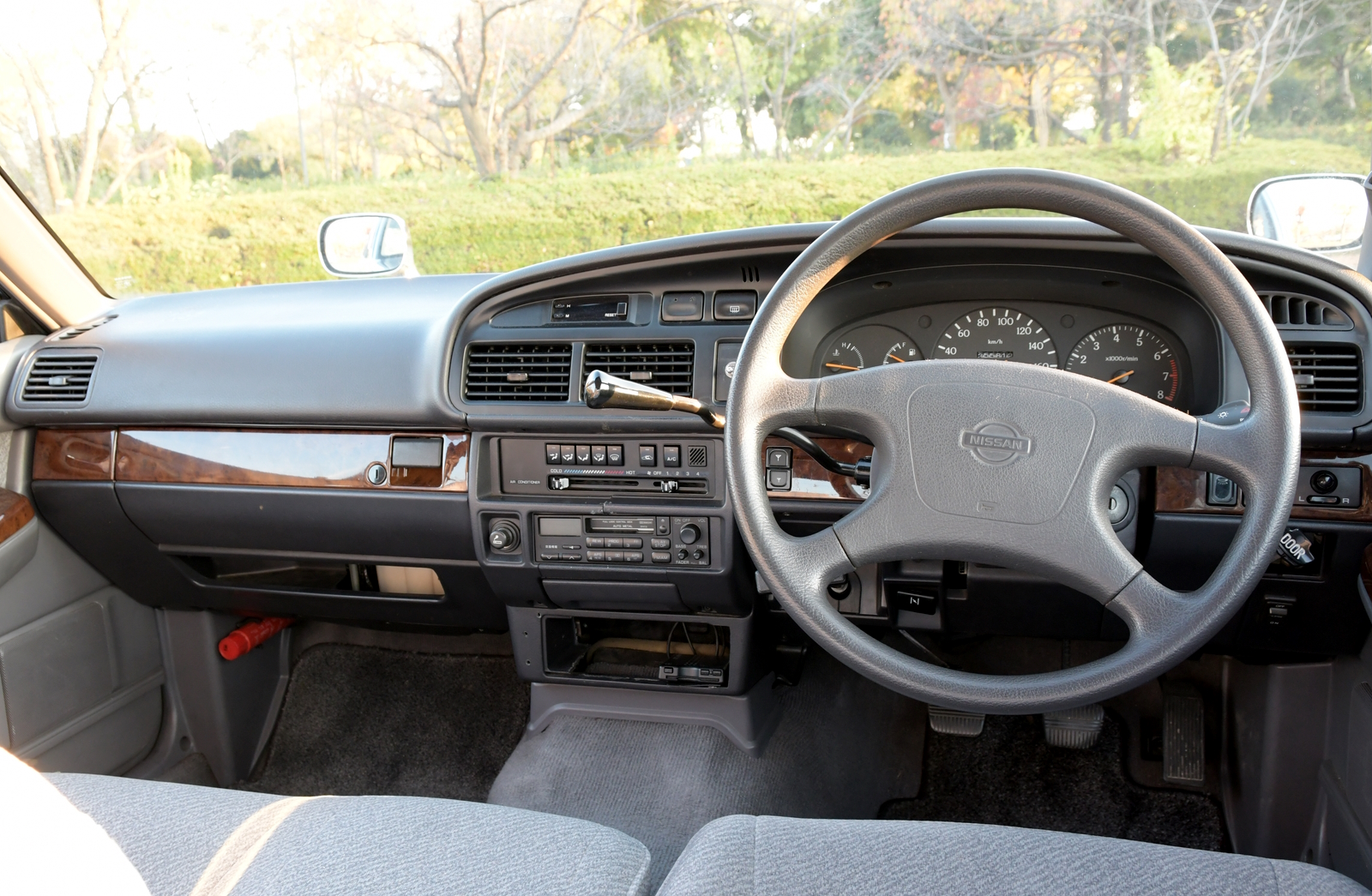
車内（ハイヤーBタイプインスト）

## エンジン
- H      1900cc 直列4気筒LPG(30)
- H20P 2000cc 直列4気筒LPG(130～330)
- SD20 2000cc 直列4気筒ディーゼル（130～430）
- SD22 2200cc 直列4気筒ディーゼル（330・430）
- Z20P 2000cc 直列4気筒LPG(430日本国内のみ）
- L20P　2000cc 直列6気筒LPG(230～430,Y30の営業車SGLへ適用）
- LD28 2800cc 直列6気筒ディーゼル*
- CA20P 2000cc 直列4気筒LPG（NJY31、Y31前期型まで）
- NA20P 2000cc 直列4気筒LPG（QJY31、Y31中期型以降輸出用にも搭載）
- NA20PE 2000cc 直列4気筒LPG（QJY31、2010年9月以降）
- RB20P 2000cc 直列6気筒LPG（MJY31・CMJY31、2002年廃止）
- VG20P 2000cc V型6気筒LPG（BJY31・CBJY31、2007年廃止）
- SD23 2300cc 　直列4気筒ディーゼル（輸出専用Y30前期のみ）
- TD25　2500cc　直列4気筒ディーゼル(輸出専用Y30後期～Y31まで、1999年廃止)
- RD28 2800cc 直列6気筒ディーゼル（1999年廃止）
- RD28E 2800cc 直列6気筒ディーゼル（2002年廃止）
- TD27 2700cc 直列4気筒ディーゼル（Y31輸出専用1999年廃止以降LPG車へ適用）

※3ナンバー車には型式の最初にCが付く

## 特装車
ブライダルセダン
後席左側の屋根が開く。和装花嫁が乗降する際、角隠しが当たらないようにするための機構。
介護タクシー
助手席回転シートと後席回転シートがある。

## 日本国外への輸出

### アジア地域

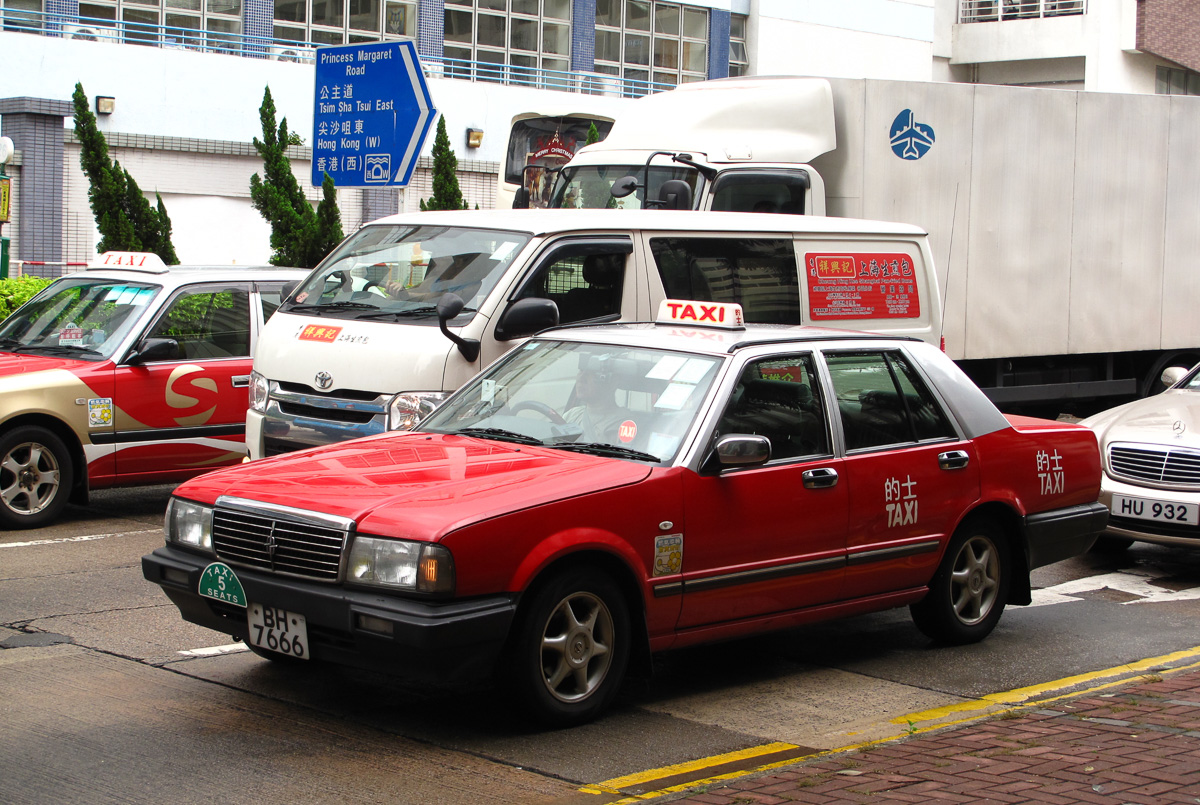
香港でタクシーとして使用される日産セドリック営業車

日産は、左側通行・右ハンドル地域の香港、シンガポール、マレーシア、インドネシアなどのタクシーとして、セドリック営業車を日本国外に輸出していた。当初はLPGではなくディーゼルエンジンTD25/27型搭載車を輸出していたが、排気ガス規制の波は世界的に及んでいるため、LPGスタンドが整備された地域では、ディーゼルに代わりクリーンで経済的なLPG車を導入している。
セドリック営業車のモデル末期は日産によるタクシー車輸出そのものが休止状態であったが、香港向けのみ2013年から2014年まで輸出が再開された。輸出再開後のモデルは、日本では既に廃止されている6人乗り（コラムシフト車）となっているほかは、概ね日本仕様に準じる。

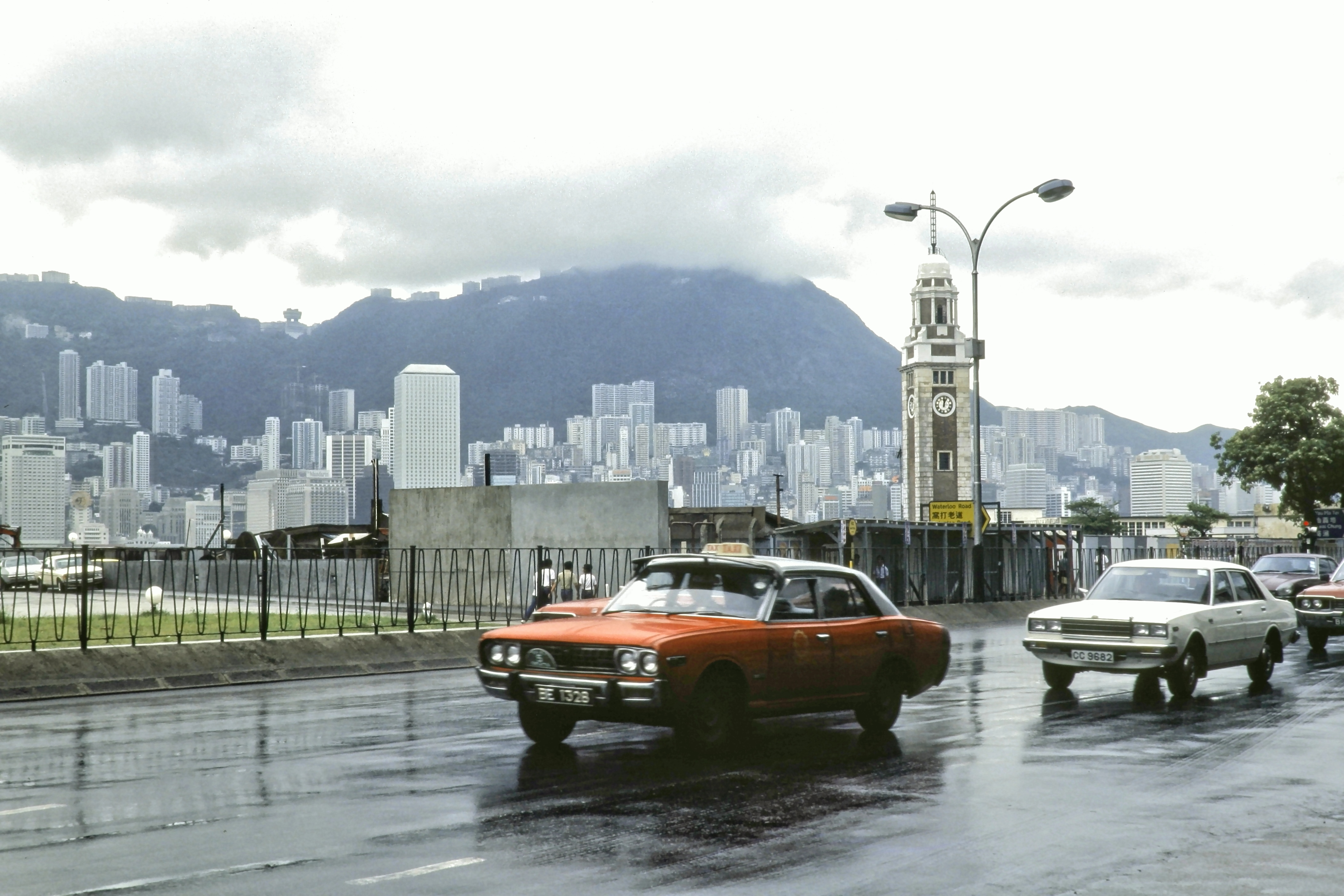
香港・尖沙咀（チムサーチョイ）地域を走る230型 日産セドリック営業車（1980年撮影）
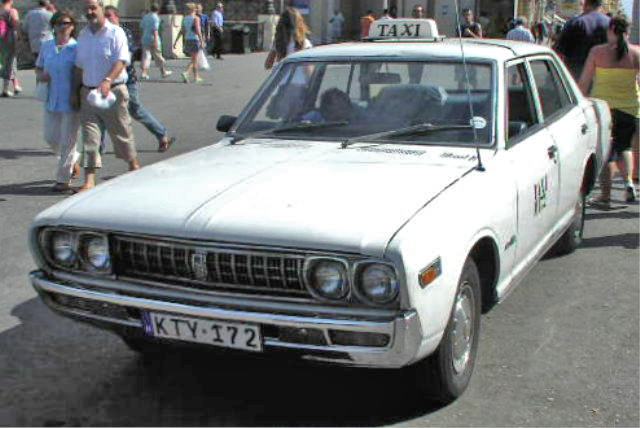
ヨーロッパのマルタでタクシーとして使用される230型 日産セドリック営業車
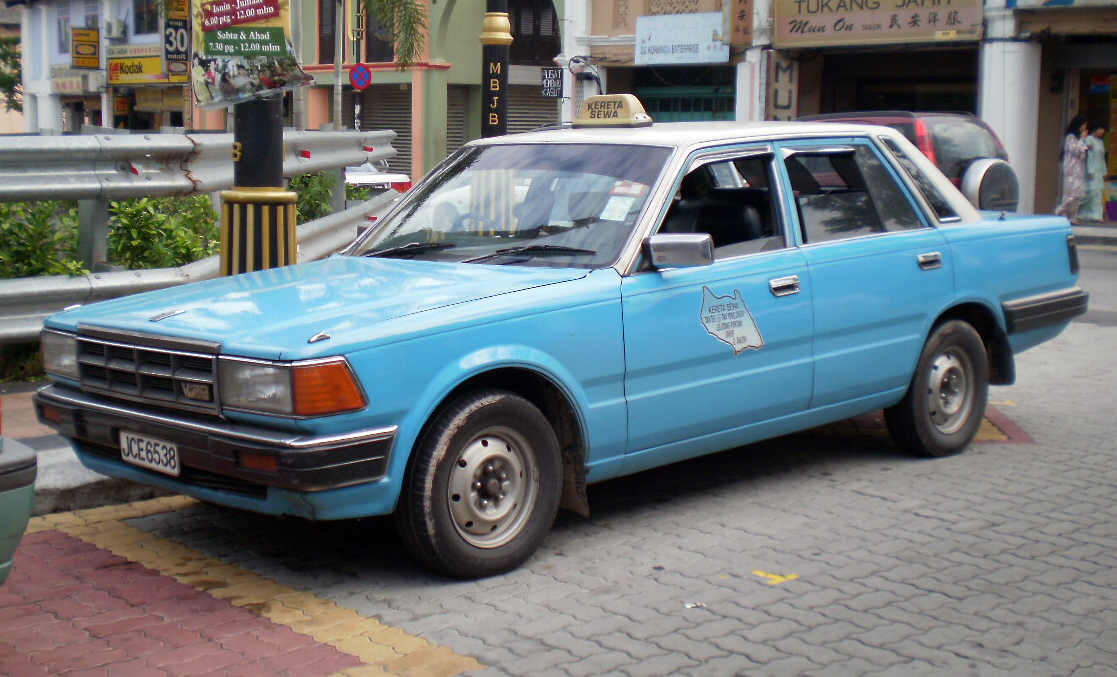
マレーシア・ジョホールバルで使用されるY30型 日産セドリック営業車（再掲）
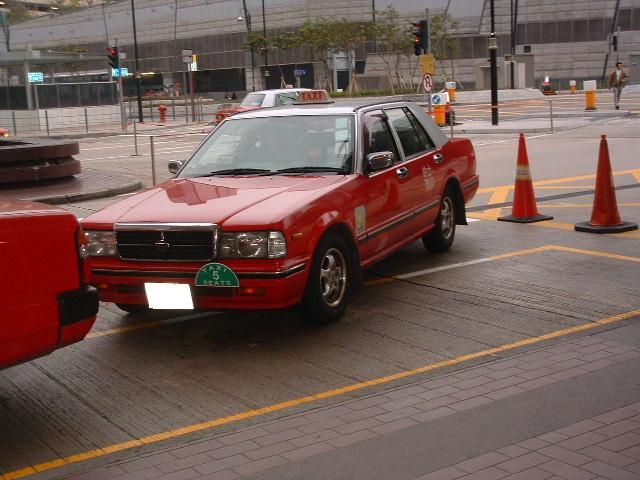
Y31型セドリック営業車 香港タクシー（このモデルは、エンブレムがセドリック専用ではなく、日産共通のロゴに変更されている。）
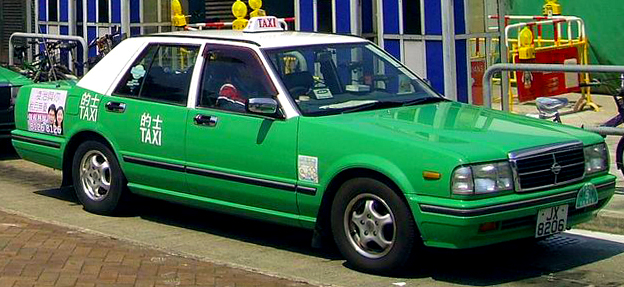
Y31型 日産セドリック営業車 香港タクシー（新界）
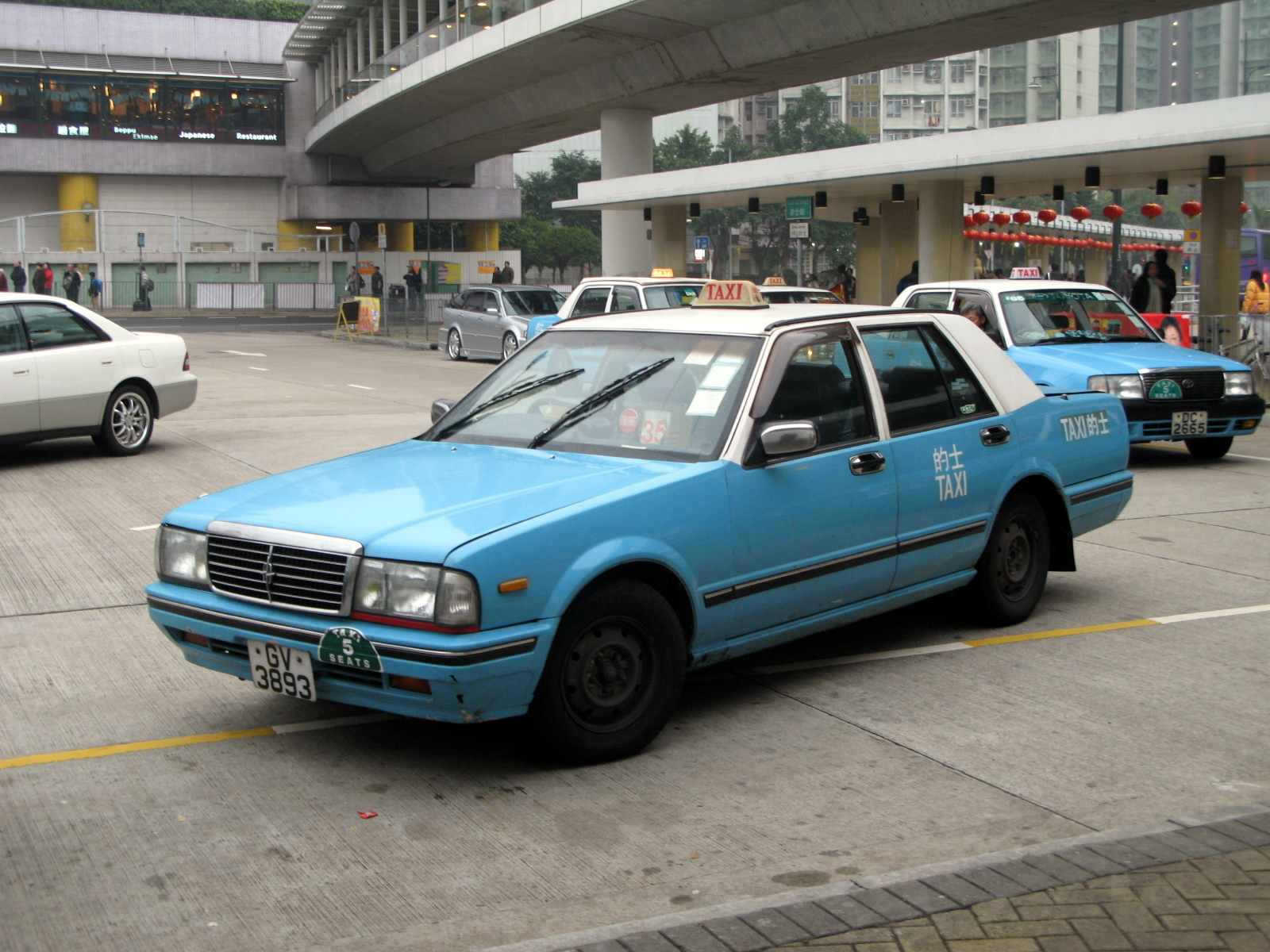
Y31型 日産セドリック営業車 香港タクシー（ランタオ島）
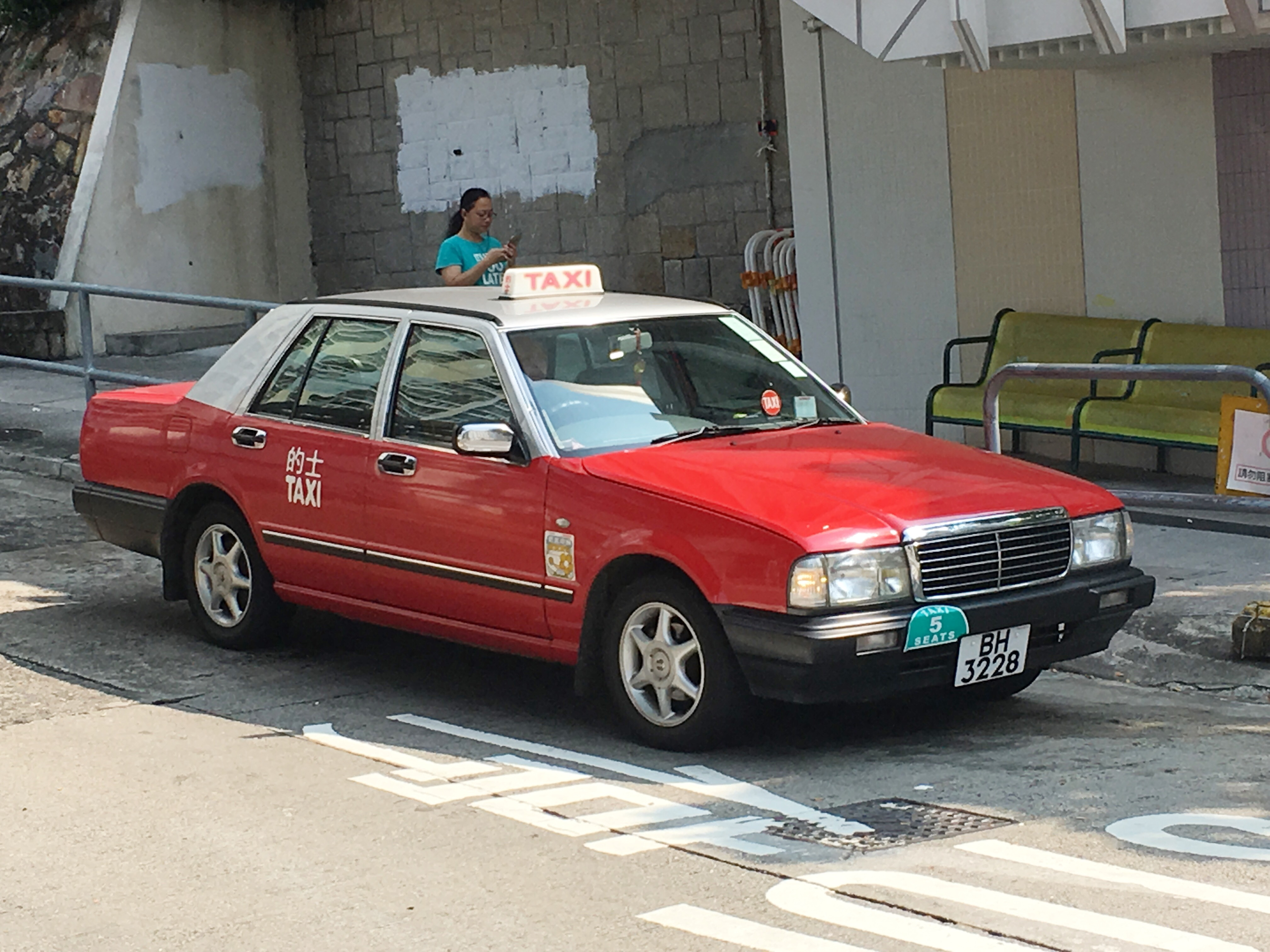
Y31型 日産セドリック 香港タクシー（2009年マイナーチェンジ後のモデル。日本の歩行者安全基準改正に対応させるため、エンジンフードとフェンダーの形状が変更された。）
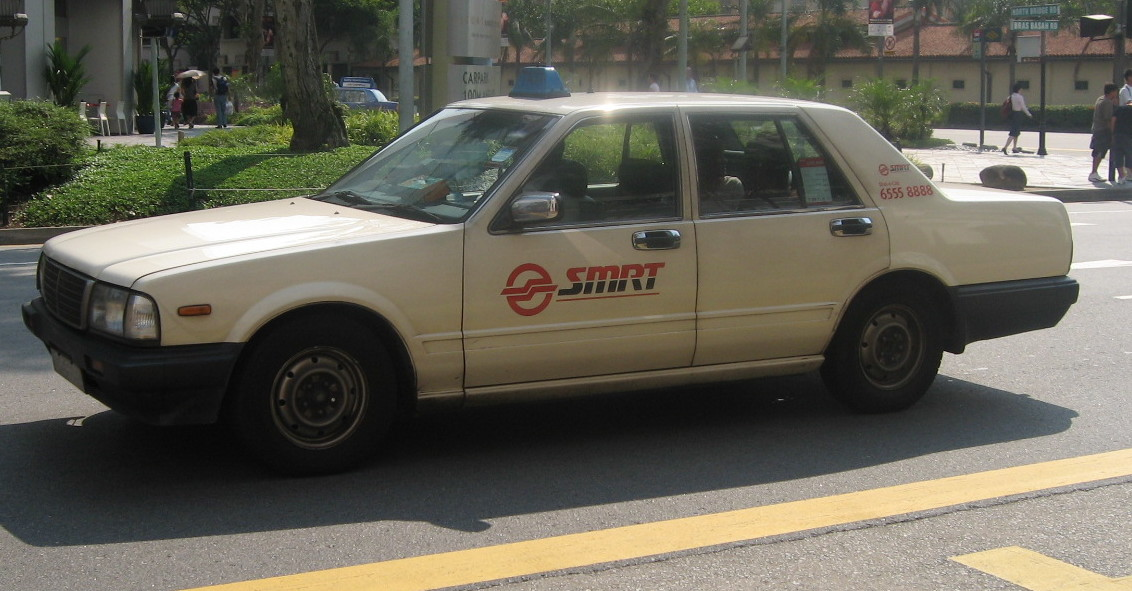
Y31型 日産セドリック営業車 シンガポールタクシー。マス・ラピッド・トランジット・シンガポール（SMRT)系列のタクシー部門。
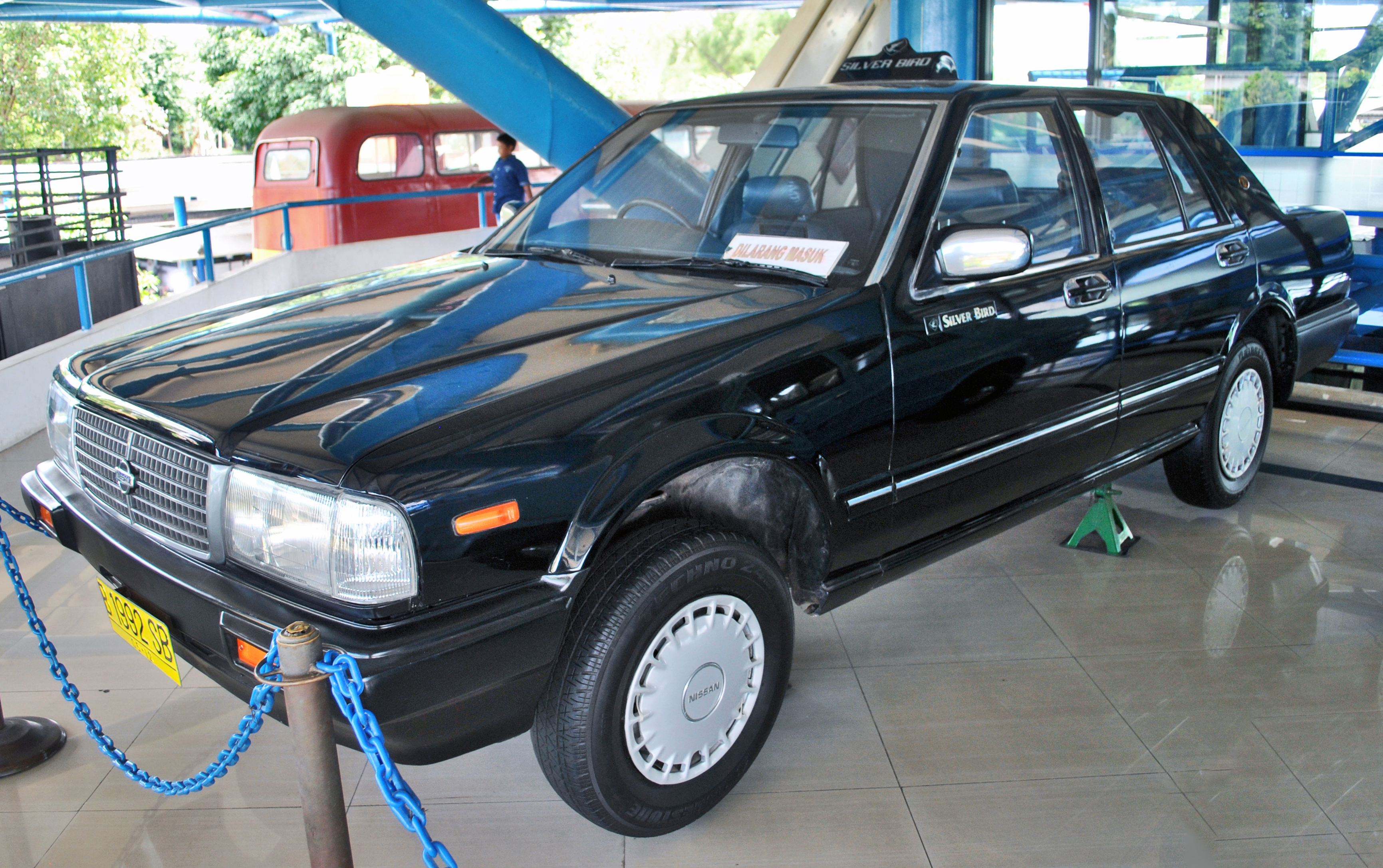
Y31型 日産セドリック営業車 シルバーバードタクシー（インドネシア・ジャカルタの高級タクシーとして使用された車両。この個体はインドネシアの巨大テーマパーク「タマン・ミニ」の中にある交通博物館に展示されている）

### 日本からの中古輸出
ミャンマー・ヤンゴン市タクシー
セドリック/グロリア営業車は、上記の新車での輸出の他に、中古輸出の事例も存在する。ミャンマーでは、日本全国で活躍していたタクシー車で、前所有者である日本交通・チェッカー無線（加盟）・中央無線（加盟）・東京無線（加盟）・都市交通・金港タクシーなどといった塗装や表記のまま活躍している。個人タクシーからでも例外ではなくそのまま活躍しており、ミャンマーではLPG施設がないため、ディーゼルエンジンへ換装（NA20Pからキャラバン用TD27へ）して使用している。